# 베를린 S반
베를린 S반(독일어: S-Bahn Berlin, [ɛs.baːn])은 독일 베를린 및 그 광역권에서 운행하는 도시 및 광역철도 시스템이다. 총 영업 거리 340 km, 16개 노선, 168개의 정거장이 있으며 그 중 약 83 km의 선로와 36개의 정거장은 인접한 브란덴부르크주에 설치되어 있다.
차량의 유지 관리는 도이체반의 자회사인 S반 베를린 GmbH에서 담당한다. 베를린 S반은 S반이라는 명칭을 최초로 사용한 광역철도 시스템이며, 함부르크 S반과 더불어 독일에서 제3궤조집전식 급전을 사용하는 두 개의 S반 중 하나이다.

## 노선망과 운행 계통

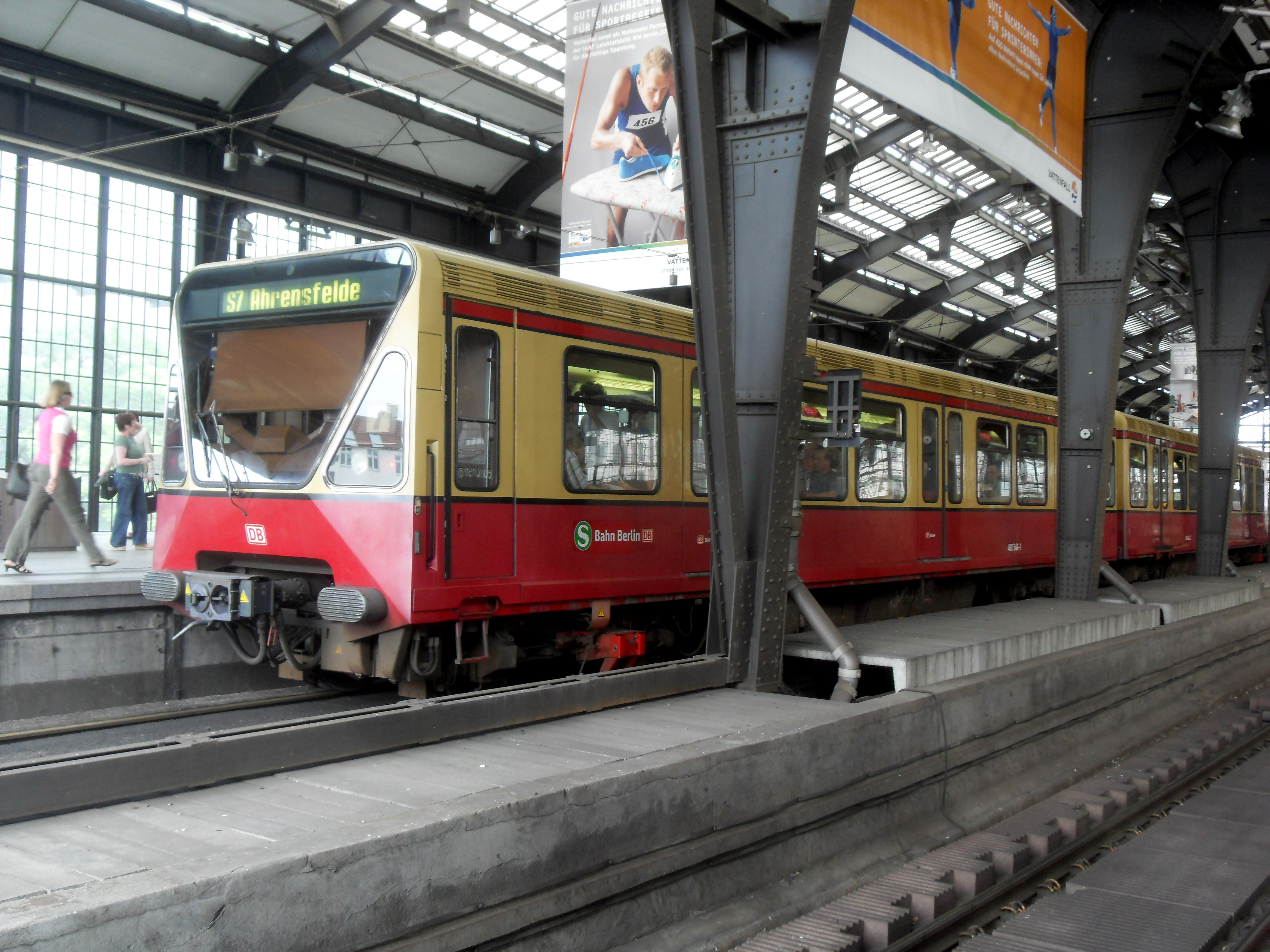
프리드리히슈트라세역에 정차한 480 전동차

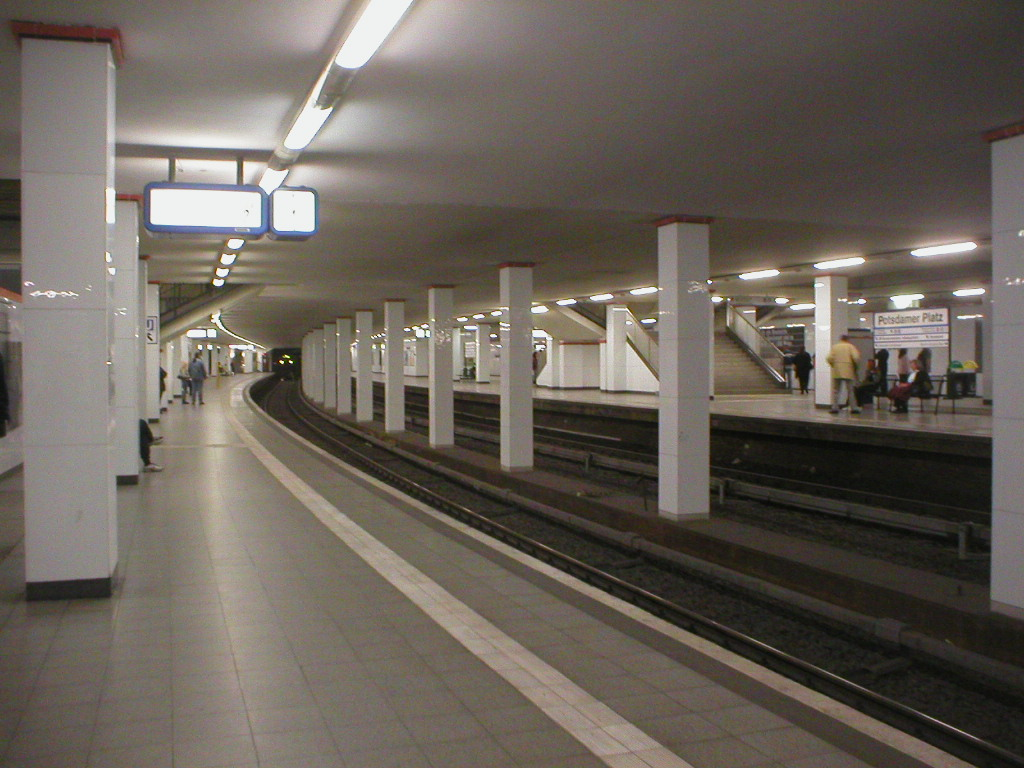
지하역인 포츠다머 플라츠역

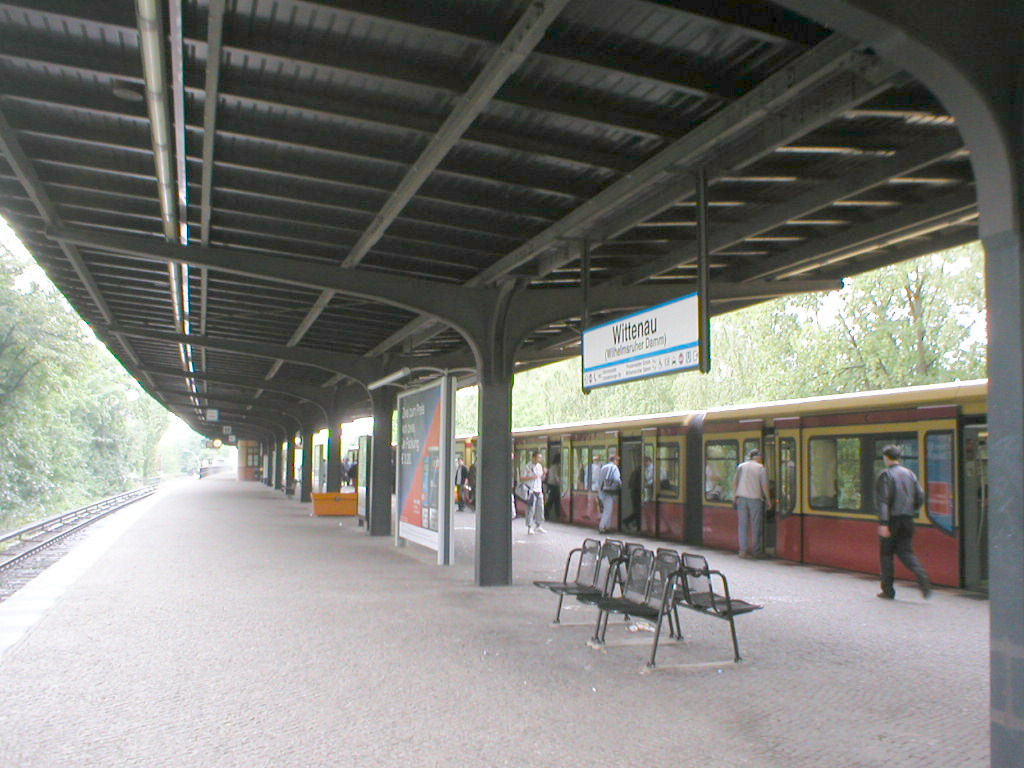
지상역인 비테나우역

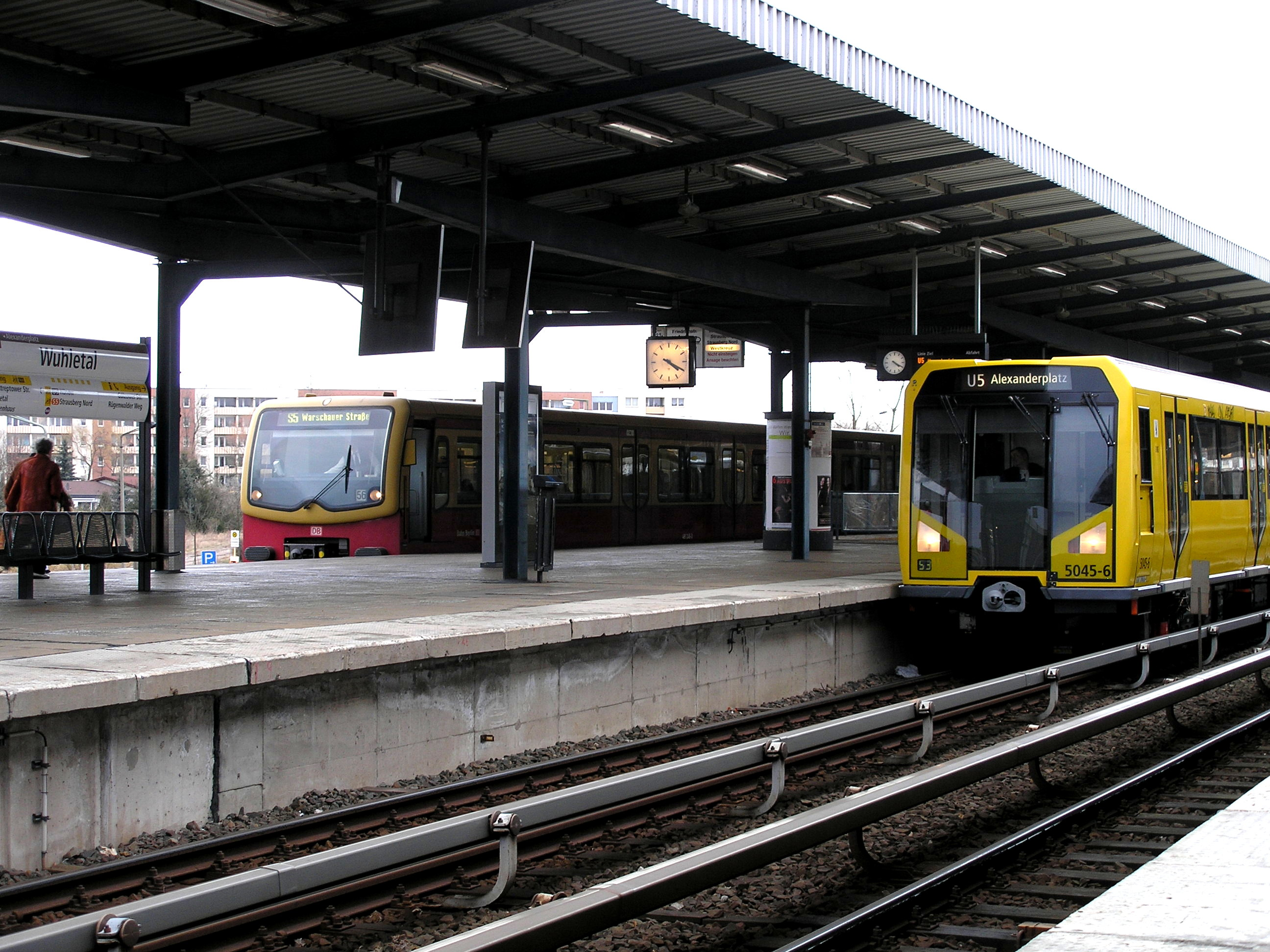
베를린 불레탈역의 U5와 평면환승이 가능한 승강장

베를린 S반의 선로 소유자는 DB Netz AG이며, 노선 관리에도 일부 참여한다. 베를린 S반의 선로는 다른 간선 철도와 운영상으로 분리되어 있어서 간선 철도와 독립적으로 기능을 수행한다. 간선 철도와 동일한 표준궤를 사용하지만, 가공 전차선이 아닌 직류 750 V 제3궤조로 전철화되어 있다. 제3궤조는 전압의 음극, 주행 궤도는 양극으로 구성되어 있다. 함부르크 S반은 직류 1200 V 제3궤조를 사용하며 측면 접촉 급전을 사용하지만, 베를린 S반은 하면 접촉 급전을 사용한다. 차량한계가 제한된 교량에서는 급전 궤도가 다르게 배치된다(소위 Brückenleitschienen). 베를린 남북 S반선도 과거에는 급전 궤도 배치가 달랐다. 전력은 약 90곳에 달하는 급전소에서 공급되며, 2025년까지 1억 6800만 유로의 예산을 투입하여 신형 차량(DB 483/484)의 전력 사용량에 대응하여 급전소를 28곳 더 증설할 예정이다.

### 노선
베를린 S반의 노선은 크게 세 부분으로 나뉘어 있다. 동서 방향으로는 베를린 도심선이 도심을 가로지르고, 서쪽의 베스트크로이츠역에서 슈판다우 및 포츠담(반제 경유) 방면으로 갈라진다. 동쪽의 오스트크로이츠역에서는 에르크너, 슈트라우스베르크 노르트 방면으로 갈라지고 아렌스펠데 및 바르텐베르크 방면 지선이 존재한다.
남북 방향으로는 S반 열차만 운행하는 베를린 남북 S반선이 있다. 남북 S반선은 북부선(오라니엔부르크 방면)와 연결되며, 베르나우 및 헤니히스도르프 방면의 지선이 있다. 터널 남쪽에서는 반제선과 드레스덴선(블랑켄펠데 방면)으로 연결되며 텔토 슈타트 방면 지선이 있다. 북쪽으로 운행하는 노선의 중간인 블랑켄부르크와 호엔 노이엔도르프 사이에는 베를린 외곽순환선 열차가 별도로 운행한다.
베를린 순환선은 도심지를 둘러싼다. 트레프토어 파르크역에서 괴를리츠선이 분기하며 쾨니히스 부스터하우젠, 슈핀들러스펠트, 베를린 브란덴부르크 공항 방면 열차가 갈라진다. 또한 노이쾰른-바움슐렌베크 연결선으로 순환선의 남쪽과도 연결된다. 융페른하이데역에서는 서쪽으로 지멘스선이 갈라졌으나, 1980년 이후 영업을 중단했다. 노선 복원 계획이 진행 중이다.
도심선과 순환선은 남부 연결선(Südringkurve)을 통해서 할렌제-샤를로텐부르크역이 연결되어 있다. 오스트크로이츠 역 일대의 연결선은 2009년 건설 공사로 사용이 중단되었다. 순환선과 남북 S반선은 게준트브루넨역 및 쇤하우저 알레-보른홀머 슈트라세역 연결선으로 연결된다. 동서간 노선과 남북간 노선은 반제역에서 연결된다.
S반의 대부분 노선은 복선화되어 있다. 단선 구간은 주로 교외 지역에 집중되어 있다. 북부선의 비르켄베르더역과 슈체친선의 카로역은 S반과 간선 광역철도가 승강장을 공유한다. 2017년까지 슈트라우스베르크역에서는 S반과 간선 철도가 일부 선로를 공유했다. 드레스덴선 중 마리엔펠데-블랑켄펠데 간 12.6 km 구간은 S반과 간선 철도가 분리되어 있지 않아서 S반 외에는 극소수의 화물 열차만 운행한다. 비르켄베르더역에서만 교류 가공전차선과 직류 제3궤조집전식 열차가 같은 승강장을 사용한다.
불레탈역은 독일에서 찾아보기 힘든 S반과 지하철의 평면 환승이 가능하다. 같은 방향으로 진행하는 S반과 지하철이 쌍섬식 승강장의 각 섬에 정차한다. 역의 외선은 S반, 내선은 BVG의 지하철이 사용한다.
베를린 S반은 모든 베를린의 장거리 열차 정차역과 포츠담 중앙역에 정차한다. 베를린 시내의 지역간 광역철도 정차역 중 슈타켄역과 알브레히트스호프역을 제외한 모든 역에도 정차하며, 브란덴부르크주의 일부 역에도 정차한다. S반과 지하철간 환승역은 총 26곳 존재한다.

### 운행 계통
베를린 S반은 일정한 배차 간격을 가지고 운행한다. 열차는 오전 4시부터 다음 날 오전 1시까지 운행한다. 주간 시간대에는 대부분의 노선이 10분 배차 간격으로 운행한다. 토요일, 일요일, 공휴일 밤에는 대부분 열차가 30분 간격으로 운행하며, 순환선 열차는 15분 간격으로 운행한다. 여러 운행 계통이 병주하는 베를린 도심선은 15분 배차 간격, 남북 S반선은 10분 배차 간격으로 운행한다. S5 노선의 외곽 노선(말스도르프-슈트라우스베르크 노르트)은 1시간 간격으로 운행한다. 호엔 노이엔도르프-블랑켄부르크 구간은 야간에 열차가 운행하지 않는다.
운영 내부에서는 1930년대 말부터 열차군(Zuggruppe) 단위를 사용한다. 각각 열차군은 알파벳과 추가로 로마 숫자로 구분된다. 각각 열차군은 20분 간격으로 운행하는 열차의 집합이다. 출퇴근 시간대에는 별도의 열차군(Einsatzzuggruppe)이 평상시 열차군(Stammzuggruppe)과 별도로 투입되어 배차 간격이 10분으로 단축된다. 순환선을 운행하는 열차군만 상시 10분 배차 간격으로 운행한다.
1984년 1월 1일 서베를린의 BVG가 운영권을 양도받으면서 노선 번호에 S라는 접두사가 도입되었다. 양도 당시에는 S1, S2, S3 노선만 존재했다. 독일의 재통일 이후 1991년 6월 2일 노선 명명 방식이 전체 노선망으로 확대되었고 오늘날까지도 이러한 방식이 사용된다. 1990년대에만 존재했던 노선으로는 S6(바르샤우어 슈트라세-초이텐) 및 S10(오라니엔부르크-슈핀들러스펠트) 노선이 있었으며 이후에 다시 사용되지 않았다. 2017년 12월에는 1990년대에 사용되었고 2001년에 잠시 부활한 S26 운행 개통이 다시 운행하기 시작했다.
총 노선 개수는 16개이며, 순환선은 시계방향(내선)과 반시계방향(외선) 순환에 각각 S41, S42라는 별도의 노선 번호가 배당되어 있다. 같은 노선 번호를 사용하는 운행 계통에 배차 간격 단축을 위해서 시종착역이 동일한 여러 열차군이 운행하는 경우가 있다. 도심선(4개), 남부 순환선(3-5개), 동부 순환선(4-8개), 남북 S반선(4개)은 여러 운행 계통이 병주하여 해당 노선 내에서는 배차 간격이 최소 2분에서 5분까지 단축된다.
| S반 노선 및 열차군 개요(2023년 12월 10일 기준) |                |                                                                          |          |                |              | |                                                                                     |
| | 열차군(무전명) | 시종착역                                                                 | 역수     | 총연장(km)     | 소요시간(분) | 경유노선                                                                                               | 비고                                                                                |
| S1 | P (Paula)      | 오라니엔부르크 ~ 반제                                                    | 35       | 51.7           | 81           | 북부선, 슈체친선, 남북터널, 반제선                                                                     |                                                                                     |
| S1 | P I (Panther)  | 프로나우 ~ 반제                                                          | 30       | 37.7           | 64           | 북부선, 슈체친선, 남북터널, 반제선                                                                     |                                                                                     |
| S1 | P II (Pastor)  | 포츠다머 플라츠 ~ 첼렌도르프                                             | 12       | 12.7           | 22           | 남북터널, 반제선                                                                                       | 출퇴근 시간에만, 휴일에는 미운행                                                    |
| 오라니엔부르크 - 레니츠 - 보르크스도르프 - 비르켄베르더 - 호엔 노이엔도르프 - 프로나우 - 헤름스도르프 - 바이트만슬루스트 - 비테나우() - 빌헬름스루 - 쇤홀츠 - 볼랑크슈트라세 - 보른홀머 슈트라세 - 게준트브루넨() - 훔볼트하인 - 베를린 북역 - 오라니엔부르거 슈트라세 - 프리드리히슈트라세() - 브란덴부르거 토어() - 포츠다머 플라츠() - 베를린 안할트역 - 요르크슈트라세(그로스괴르셴슈트라세)() - 율리우스레버브뤼케 - 쇠네베르크 - 프리데나우 - 포이어바흐슈트라세 - 라트하우스 슈테글리츠() - 보타니셔 가르텐 - 리히터펠데 베스트 - 준트가우어 슈트라세 - 첼렌도르프 - 멕시코플라츠 - 슐라흐텐제 - 니콜라스제 - 반제 |                |                                                                          |          |                |              | |                                                                                     |
| S2 | W (Wulf)       | 베르나우 ~ 블랑켄펠데                                                    | 28       | 46.6           | 70           | 슈체친선, 남북터널, 드레스덴선                                                                         |                                                                                     |
| S2 | W I (Wespe)    | 부흐 ~ 리히텐라데                                                        | 22       | 32.5           | 51           | 슈체친선, 남북터널, 드레스덴선                                                                         |                                                                                     |
| 베르나우 - 베르나우 프리덴스탈 - 체퍼니크 - 뢴트겐탈 - 부흐 - 카로 - 블랑켄부르크 - 팡코하이너스도르프 - 팡코() - 보른홀머 슈트라세 - 게준트브루넨() - 훔볼트하인 - 베를린 북역 - 오라니엔부르거 슈트라세 - 프리드리히슈트라세() - 브란덴부르거 토어() - 포츠다머 플라츠() - 베를린 안할트역 - 요르크슈트라세() - 쥐트크로이츠 - 프리스터베크 - 아틸라슈트라세 - 마리엔펠데 - 부코어 쇼세 - 시하우베크 - 리히텐라데 - 말로 - 블랑켄펠데 |                |                                                                          |          |                |              | |                                                                                     |
| S25 | V (Viktor)     | 헤니히스도르프 ~ 텔토 슈타트                                             | 27       | 39.9           | 63           | 크레멘선, 북부선, 슈체친선, 남북터널, 안할트 근교선                                                    | 헤니히스도르프역의 승강장 길이로 인해 6량 열차만 운행                               |
| 헤니히스도르프 - 하일리겐제 - 슐첸도르프 - 테겔 - 아이히보른담 - 카를본회퍼네르펜클리니크 - 알트라이니켄도르프 - 쇤홀츠 - 볼랑크슈트라세 - 보른홀머 슈트라세 - 게준트브루넨() - 훔볼트하인 - 베를린 북역 - 오라니엔부르거 슈트라세 - 프리드리히슈트라세() - 브란덴부르거 토어() - 포츠다머 플라츠() - 베를린 안할트역 - 요르크슈트라세() - 쥐트크로이츠 - 프리스터베크 - 쥐트엔데 - 랑크비츠 - 리히터펠데 오스트 - 오스도르퍼 슈트라세 - 리히터펠데 쥐트 - 텔토 슈타트 |                |                                                                          |          |                |              | |                                                                                     |
| S26 | V I (Vampir)   | (블랑켄부르크 ~) 포츠다머 플라츠 ~ 텔토 슈타트                           | 21 11    | - 15.6         | - 24         | 북부선, 슈체친선, 남북터널, 안할트 근교선                                                              | 블랑켄부르크행은 월~금 운행                                                         |
| 블랑켄부르크 - 팡코하이너스도르프 - 팡코() - 보른홀머 슈트라세 - 게준트브루넨() - 훔볼트하인 - 베를린 북역 - 오라니엔부르거 슈트라세 - 프리드리히슈트라세() - 브란덴부르거 토어() - 포츠다머 플라츠() - 베를린 안할트역 - 요르크슈트라세() - 쥐트크로이츠 - 프리스터베크 - 쥐트엔데 - 랑크비츠 - 리히터펠데 오스트 - 오스도르퍼 슈트라세 - 리히터펠데 쥐트 - 텔토 슈타트 |                |                                                                          |          |                |              | |                                                                                     |
| S3 | B (Berta)      | 슈판다우 ~ 에르크너                                                      | 30       | 44.6           | 74           | 슈판다우 근교선, 베츨라어선, 슈타트반, 슐레지엔선                                                      |                                                                                     |
| S3 | B I (Bussard)  | (샤를로텐부르크 ~) 동역 ~ 프리드리히스하겐(~ 에르크너)                   | 23 13 10 | - 24.3 14.6    | - 33 22      | 슐레지엔선                                                                                             | 샤를로텐부르크행은 출퇴근 시간대에 운행 에르크너행은 하절기 및 출퇴근 시간대에 운행 |
| S3 | B II (Benno)   | 동역 ~ 프리드리히스하겐                                                  | 6        | 14.6           | 19           | 슐레지엔선                                                                                             | 출퇴근 전용, 휴일 미운행                                                            |
| 슈판다우() – 슈트레소 - 피헬스베르크 - 올림피아슈타디온 - 헤어슈트라세 - 메세 쥐트 - 베스트크로이츠 - 샤를로텐부르크() - 사비니플라츠 - 동물원( ) - 티어가르텐 - 벨뷔 - 베를린 중앙역() - 프리드리히슈트라세역() - 하케셔 마르크트 - 알렉산더플라츠( ) - 야노비츠브뤼케() - 베를린 동역 - 바르샤우어 슈트라세( ) - 오스트크로이츠 - 루멜스부르크 - 루멜스부르크 조차장 - 카를스호르스트 - 불하이데 - 쾨페니크 - 히르슈가르텐 - 프리드리히스하겐 - 란스도르프 - 빌헬름스하겐 - 에르크너 |                |                                                                          |          |                |              | |                                                                                     |
| ↻ | A (Anton)      | 게준트브루넨 ~ 게준트브루넨                                              | 28       | 36.8           | 60           | 순환선(시계방향)                                                                                       | 10분 간격                                                                           |
| ↻ | A I (Adler)    | 게준트브루넨 ~ 게준트브루넨                                              | 28       | 36.8           | 60           | 순환선(시계방향)                                                                                       | 10분 간격, 출퇴근 운행                                                              |
| 게준트브루넨() - 쇤하우저 알레() - 프렌츨라우어 알레 - 그라이프스발더 슈트라세 - 란츠베르거 알레 - 슈토르코어 슈트라세 - 프랑크푸르터 알레() - 오스트크로이츠 - 트레프토어 파르크 - 존넨알레 - 노이쾰른() - 헤르만슈트라세() - 템펠호프() - 쥐트크로이츠 - 쇠네베르크 - 인스브루커 플라츠() - 분데스플라츠 - 하이델베르거 플라츠 - 호엔촐레른담 - 할렌제 - 베스트크로이츠 - 메세 노르트/ICC() - 베스트엔트 - 융페른하이데() - 보이셀슈트라세 - 베스트하펜() - 베딩() |                |                                                                          |          |                |              | |                                                                                     |
| ↺ | R (Richard)    | 게준트브루넨 ~ 게준트브루넨                                              | 28       | 36.8           | 60           | 순환선(반시계방향)                                                                                     | 10분 간격                                                                           |
| ↺ | R I (Reiher)   | 게준트브루넨 ~ 게준트브루넨                                              | 28       | 36.8           | 60           | 순환선(반시계방향)                                                                                     | 10분 간격, 출퇴근 운행                                                              |
| S41과 같은 구간을 반대 방향으로 운행 |                |                                                                          |          |                |              | |                                                                                     |
| S45 | U I (Ulrich)   | 쥐트크로이츠 ~ ✈ BER                                                     | 14       | 21.8           | 39           | 순환선, 바움슐렌베크-노이쾰른 연결선, 괴를리츠선, 화물 외곽순환선, 그뤼나우어 크로이츠-BER 공항선      |                                                                                     |
| 쥐트크로이츠 - 템펠호프() - 헤르만슈트라세() - 노이쾰른() - 쾰니셰 하이데 - 바움슐렌베크 - 쇠네바이데 - 요하니스탈 - 아들러스호프 - 알트글리니케 - 그륀베르크알레 - 쇠네펠트 - 바스만스도르프 - BER 공항 |                |                                                                          |          |                |              | |                                                                                     |
| S46 | D (Dora)       | 베스트엔트 ~ 쾨니히스 부스터하우젠                                       | 28       | 40.6           | 58           | 순환선, 바움슐렌베크-노이쾰른 연결선, 괴를리츠선                                                       | 게준트브루넨-융페른하이데 구간은 주말에만 운행                                      |
| (게준트브루넨() - 베딩() - 베스트하펜() - 보이셀슈트라세 - 융페른하이데( -) 베스트엔트 - 메세 노르트/ICC() - 베스트크로이츠 - 할렌제 - 호엔촐레른담 - 하이델베르거 플라츠 - 분데스플라츠 - 인스브루커 플라츠() - 쇠네베르크 - 쥐트크로이츠 - 템펠호프() - 헤르만슈트라세() - 노이쾰른() - 쾰니셰 하이데 - 바움슐렌베크 - 쇠네바이데 - 요하니스탈 - 아들러스호프 - 그뤼나우 - 아이히발데 - 초이텐 - 빌다우 - 쾨니히스 부스터하우젠 |                |                                                                          |          |                |              | |                                                                                     |
| S47 | K (Konrad)     | 헤르만슈트라세 ~ 슈핀들러스펠트                                          | 7        | 10.3           | 18           | 순환선, 바움슐렌베크-노이쾰른 연결선, 괴를리츠선, 쇠네바이데-슈핀들러스펠트                            |                                                                                     |
| 헤르만슈트라세() - 노이쾰른() - 쾰니셰 하이데 - 바움슐렌베크 - 쇠네바이데 - 오버슈프레 - 슈핀들러스펠트 |                |                                                                          |          |                |              | |                                                                                     |
| S5 | E (Emil)       | 베스트크로이츠 ~ 말스도르프 – 슈트라우스베르크 ~ 슈트라우스베르크 노르트 | 30 27 21 | 48.8 39.3 24.0 | 78 67 45     | 베츨라어선, 슈타트반, 동방철도, 슈트라우스베르크-슈트라우스베르크 노르트                               | 말스도르프행은 저녁시간대에만 운행                                                  |
| S5 | E I (Elster)   | 베스트크로이츠 ~ 말스도르프 (~ 호페가르텐)                               | 23 21    | 28.3 24.0      | 52 45        | 베츨라어선, 슈타트반, 동방철도                                                                         | 호페가르텐 행은 출퇴근시에 운행                                                     |
| S5 | E II (Eiche)   | 동역 ~ 말스도르프                                                        | 9        | 11.3           | 21           | 동방철도                                                                                               | 출퇴근 전용, 휴일 미운행                                                            |
| S5 | E III (Erna)   | 말스도르프 ~ 슈트라우스베르크 ~ 슈트라우스베르크 노르트                  | 10 7     | 24.4 15.3      | 31 20        | 동방철도, 슈트라우스베르크-슈트라우스베르크 노르트                                                     | 저녁 시간대에 E군 대체, 슈트라우스베르크행에만 E II 열차군 운행                     |
| S5 | S II (Sirius)* | 동역 ~ 말스도르프                                                        | 9        | 11.3           | 18           | 동방철도                                                                                               | 출근시간대 전용, 휴일 미운행                                                        |
| 베스트크로이츠 - 샤를로텐부르크() - 사비니플라츠 - 동물원( ) - 티어가르텐 - 벨뷔 - 베를린 중앙역() - 프리드리히슈트라세역() - 하케셔 마르크트 - 알렉산더플라츠( ) - 야노비츠브뤼케() - 베를린 동역 - 바르샤우어 슈트라세( ) - 오스트크로이츠 - 뇔드너플라츠 - 리히텐베르크() - 프리드리히스펠데 오스트 - 비스도르프 - 불레탈() - 카울스도르프 - 말스도르프 - 비르켄슈타인 - 호페가르텐 - 노이엔하겐 - 프레더스도르프 - 페터스하겐 노르트 - 슈트라우스베르크 - 헤거뮐레 - 슈트라우스베르크 슈타트 - 슈트라우스베르크 노르트                                                                                                |                |                                                                          |          |                |              | |                                                                                     |
| S7 | O (Otto)       | 포츠담 중앙역 ~ 아렌스펠데                                               | 29       | 47.4           | 74           | 반제선, 베츨라어선, 슈타트반, 동방철도, 외곽순환선, 브리첸선                                           |                                                                                     |
| S7 | O I (Olaf)     | 포츠담 중앙역 ~ 아렌스펠데                                               | 29       | 47.4           | 74           | 반제선, 베츨라어선, 슈타트반, 동방철도, 외곽순환선, 브리첸선                                           |                                                                                     |
| 포츠담 중앙역 - 바벨스베르크 - 그리브니츠제 - 반제 - 니콜라스제 - 그루네발트 - 베스트크로이츠 - 샤를로텐부르크() - 사비니플라츠 - 동물원( ) - 티어가르텐 - 벨뷔 - 베를린 중앙역() - 프리드리히슈트라세역() - 하케셔 마르크트 - 알렉산더플라츠( ) - 야노비츠브뤼케() - 베를린 동역 - 바르샤우어 슈트라세( ) - 오스트크로이츠 - 뇔드너플라츠 - 리히텐베르크() - 프리드리히스펠데 오스트 - 슈프링풀 - 푈하우슈트라세 - 마르찬 - 라울발렌베르크슈트라세 - 메로어 알레 - 아렌스펠데 |                |                                                                          |          |                |              | |                                                                                     |
| S75 | T (Theodor)    | 바르샤우어 슈트라세 ~ 리히텐베르크 ~ 바르텐베르크                        | 9        | -              | 22           | 동방철도, 외곽순환선                                                                                   |                                                                                     |
| S75 | T I (Tapir)    | 바르샤우어 슈트라세 ~ 리히텐베르크 ~ 바르텐베르크                        | 9        | -              | 22           | 동방철도, 외곽순환선                                                                                   |                                                                                     |
| 바르샤우어 슈트라세( ) - 오스트크로이츠 - 뇔드너플라츠 - 리히텐베르크() - 프리드리히스펠데 오스트 - 슈프링풀 - 게렌제슈트라세 - 호엔쇤하우젠 - 바르텐베르크 |                |                                                                          |          |                |              | |                                                                                     |
| S8 | N (Nordpol)    | 비르켄베르더 ~ 블랑켄부르크 ~ 그뤼나우 (~ 빌다우)                        | 25 22    | 56.4 45.3      | 79 64        | 북부선, 외곽순환선, 슈체친선, 순환선, 괴를리츠선                                                       | 빌다우행은 출퇴근에만 운행, 야간에는 비르켄베르더~블랑켄부르크 구간 배차 감소       |
| 비르켄베르더 - 호엔 노이엔도르프 - 베르크펠데 - 쇤플리스 - 뮐렌베크묀히뮐레 - 블랑켄부르크 - 팡코하이너스도르프 - 팡코() - 보른홀머 슈트라세 - 쇤하우저 알레() - 프렌츨라우어 알레 - 그라이프스발더 슈트라세 - 란츠베르거 알레 - 슈토르코어 슈트라세 - 프랑크푸르터 알레() - 오스트크로이츠 - 트레프토어 파르크 - 플렌터발트 - 바움슐렌베크 - 쇠네바이데 - 요하니스탈 - 아들러스호프 - 그뤼나우( - 아이히발데 - 초이텐 - 빌다우) |                |                                                                          |          |                |              | |                                                                                     |
| S85 | N I (Neiße)    | 바이트만슬루스트 ~ 쇠네바이데 (~ 그뤼나우)                               | 20 17    | -              | -            | 북부선, 순환선, 괴를리츠선                                                                             | 그뤼나우행은 출퇴근 시간 운행, 주말에는 보른홀머 슈트라세역에서 팡코역으로 운행     |
| 바이트만슬루스트 - 비테나우() - 빌헬름스루 - 쇤홀츠 - 볼랑크슈트라세 - 보른홀머 슈트라세 - 쇤하우저 알레() - 프렌츨라우어 알레 - 그라이프스발더 슈트라세 - 란츠베르거 알레 - 슈토르코어 슈트라세 - 프랑크푸르터 알레() - 오스트크로이츠 - 트레프토어 파르크 - 플렌터발트 - 바움슐렌베크 - 쇠네바이데 - 요하니스탈 - 아들러스호프 - 그뤼나우 |                |                                                                          |          |                |              | |                                                                                     |
| S9 | C (Cäsar)      | 슈판다우 ~ ✈ BER                                                         | 30       | 40.7           | 78           | 슈판다우 근교선, 베츨라어선, 슈타트반, 순환선, 괴를리츠선, 화물 외곽순환선, 그뤼나우 분기점-BER 공항선 |                                                                                     |
| 슈판다우() – 슈트레소 - 피헬스베르크 - 올림피아슈타디온 - 헤어슈트라세 - 메세 쥐트 - 베스트크로이츠 - 샤를로텐부르크() - 사비니플라츠 - 동물원( ) - 티어가르텐 - 벨뷔 - 베를린 중앙역() - 프리드리히슈트라세역() - 하케셔 마르크트 - 알렉산더플라츠( ) - 야노비츠브뤼케() - 베를린 동역 - 바르샤우어 슈트라세( ) - 트레프토어 파르크 - 플렌터발트 - 바움슐렌베크 - 쇠네바이데 - 요하니스탈 - 아들러스호프 - 알트글리니케 - 그륀베르크알레 - 쇠네펠트 - 바스만스도르프 - BER 공항 |                |                                                                          |          |                |              | |                                                                                     |

## 역사

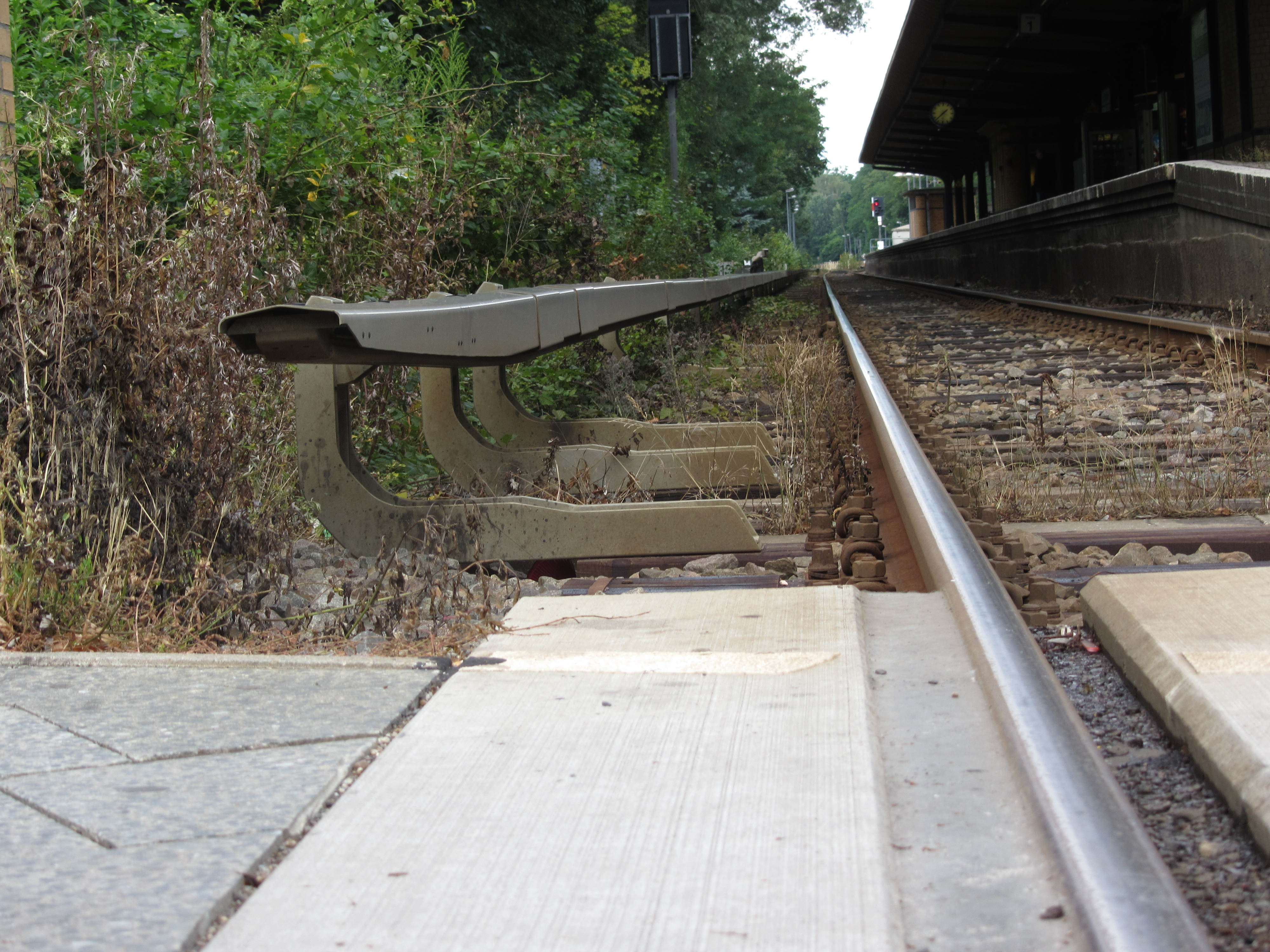
베를린 S반은 1920년대 후반부터 증기에서 제3궤조로 변환되었다. 제3궤조는 하면 접촉 방식이다. 사진은 리히텐라데역 앞 건널목에서 촬영.

### 개통부터 제2차 세계대전 시기까지
1838년 베를린-마그데부르크선의 베를린-포츠담 구간 개통으로 베를린에 첫 철도가 개통되었다. 이후에 여러 방향으로 뻗어 나가는 철도가 베를린 곳곳에 개통되었다. 1871년에는 당시 베를린 시역 외부를 순환하는 베를린 순환선이 개통되었다. 1900년 이후에는 전철 운행이 여러 번 시도되었다.
1913년 가공전차선 방식의 교류 전철화가 결정되었으나, 제1차 세계 대전으로 인하여 전철화 공사가 중단되었고 종전 이후에도 다시 시작되지 않았다. 팡코 일대에서는 당시에 사용했던 전차선 지지대가 남아 있었다. 제1차 세계 대전 이후 새로 설립된 도이체 라이히스반(DR)에서는 도심, 순환, 근교선에 전철 영업을 시작하였다. 전쟁 이전에 사용했던 차량은 상당수가 손실되었고, 차량 한계를 축소할 수 있도록 직류 800V의 하면 접촉식 제3궤조집전식 급전으로 전환했다. 수 년간의 준비 끝에 1924년에 슈테틴 근교선역(현재의 베를린 북역)부터 베르나우역까지의 구간이 최초로 전철화되었다. 총 6량의 시험용 차량이 운행했고, 1925년에는 양산형 ET 169 차량이 투입되었다. 1929년에는 도심선과 순환선의 근교선에서 증기 기관차 운행이 중단되었다.
이러한 교통망은 1929년/1930년부터 슈타트슈넬반(Stadt-Schnellbahn, SS)으로 불리기 시작했으며, 1930년 3월에 도심선에서 S반이라는 명칭이 사용되었다. 당시 S반 로고는 베를린 철도국(Reichsbahndirektion Berlin)에서 베를린의 시각 디자이너 프리츠 로센(Fritz Rosen)에게 의뢰하여 제작되었고 1930년 11월 13일에 도입되었다.
1933년까지 약 7년간 대규모 전철화(Großen Elektrisierung) 계획의 일환으로 235 km에 달하는 도심, 순환, 교외선 구간이 제3궤조급전식으로 전철화되었다. 1928년 Bewag와 전기 공급 계약을 체결했고 당시 건설 중이었던 클링겐베르크 발전소에서 마르크그라펜담(Markgrafendamm) 변전소까지 고압 송전선이 연결되었고, 추가로 3곳의 변전소가 건설되었다. 변전소 4곳은 노선 곳곳의 직류 급전소와 연결되었다.
1943년 말까지 베를린 S반의 노선망은 294.8 km로 연장되었다. 1943년 수송 실적은 총 7억 3700만 명이었다. 1945년 베를린 공방전 당시 정전으로 베를린 S반 운영이 중단되었다. 1945년 5월 초 란트베어 운하 아래에 있었던 터널이 폭파되었고 베를린 남북 S반선이 수몰되었다. 이 과정에서 프리드리히슈트라세역을 통해서 U6 노선의 일부도 같이 침수되었다. 사상자의 정확한 숫자는 알려지지 않았지만, 터널은 공공 대피소로 사용되었고 또한 지하 보도에서 기차로 부상당한 군인을 수용했기 때문에 200명까지 사망한 것으로 추정된다. 1947년 터널을 통한 서비스가 다시 시작되었다.

### 분단 시기

#### 베를린 장벽 건설 이전

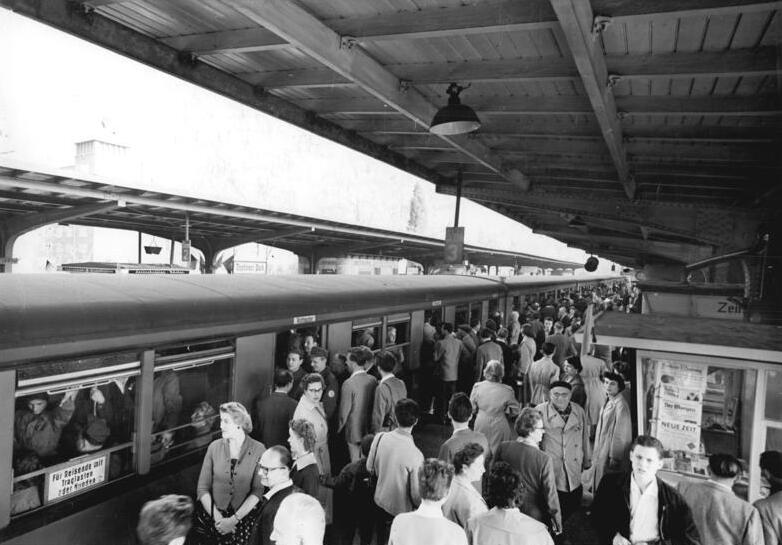
베를린 트레프토어 파르크역, 1959년

제2차 세계 대전 종전 이후 S반 운영도 정상화되었다. 연합군의 결정에 의해서 소련 점령지구, 이후 동독의 도이체 라이히스반(DR)이 전체 베를린 노선망 운영권을 가지고 있었다. 1945년 7월 6일 열차가 운행을 재개했다. 1947년 말까지 전체 노선망이 복구되었다.
독일과 베를린이 분단돠면서 냉전도 베를린 S반에 큰 영향을 주었다. 동독 입장에서는 서베를린을 단계적으로 분리했다. 1952년부터 이미 서베를린 시민들은 동독 영토였던 교외 지역 방문에 제한이 가해졌다. 1951년/1952년에는 서베를린 지역으로만 운행하는 장거리 열차 종착역이 폐쇄되었고 다른 역으로 경로가 변경되었다. 1950년대 말 완성된 베를린 외곽순환선을 통해서 서베를린을 완전히 우회할 수 있게 되었다. 1961년까지는 기존 S반 노선으로 서베를린행 열차가 정상 운행했다. 한편 동독 공무원은 S반을 서베를린을 경유하여 사용하는 것을 금지당했다.
1961년 베를린 장벽이 건설되기 직전의 베를린 S반의 노선망은 총 335 km 길이를 보유했으며 역사상으로도 가장 길었다.

#### 베를린 장벽 건설 이후
1961년 8월 13일 베를린 S반의 상당 부분의 운영이 변경되었다.

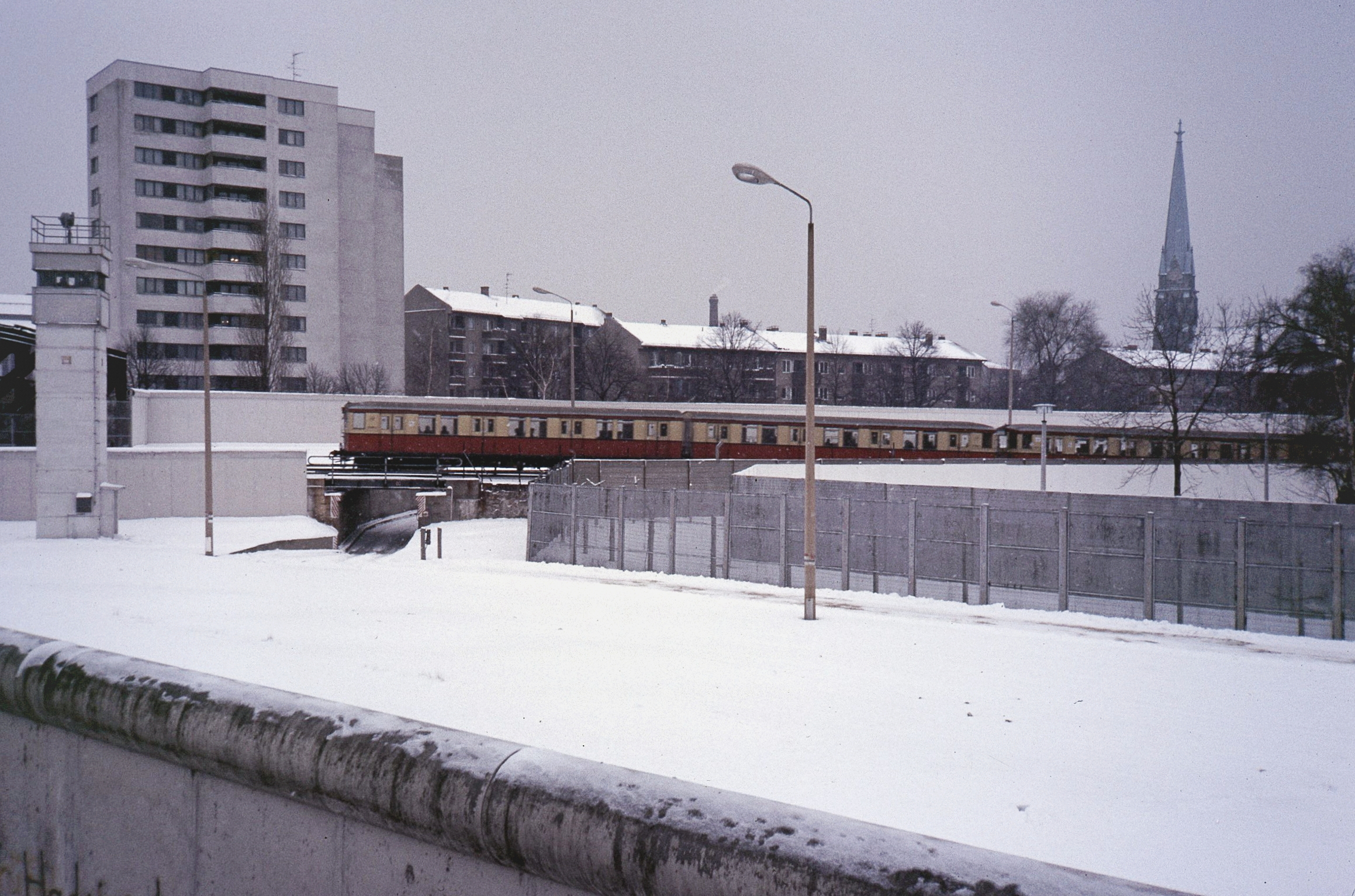
BVG에서 운영하는 ET 165 전동차. 서베를린의 베딩구와 동베를린의 미테구 사이를 통과한다.

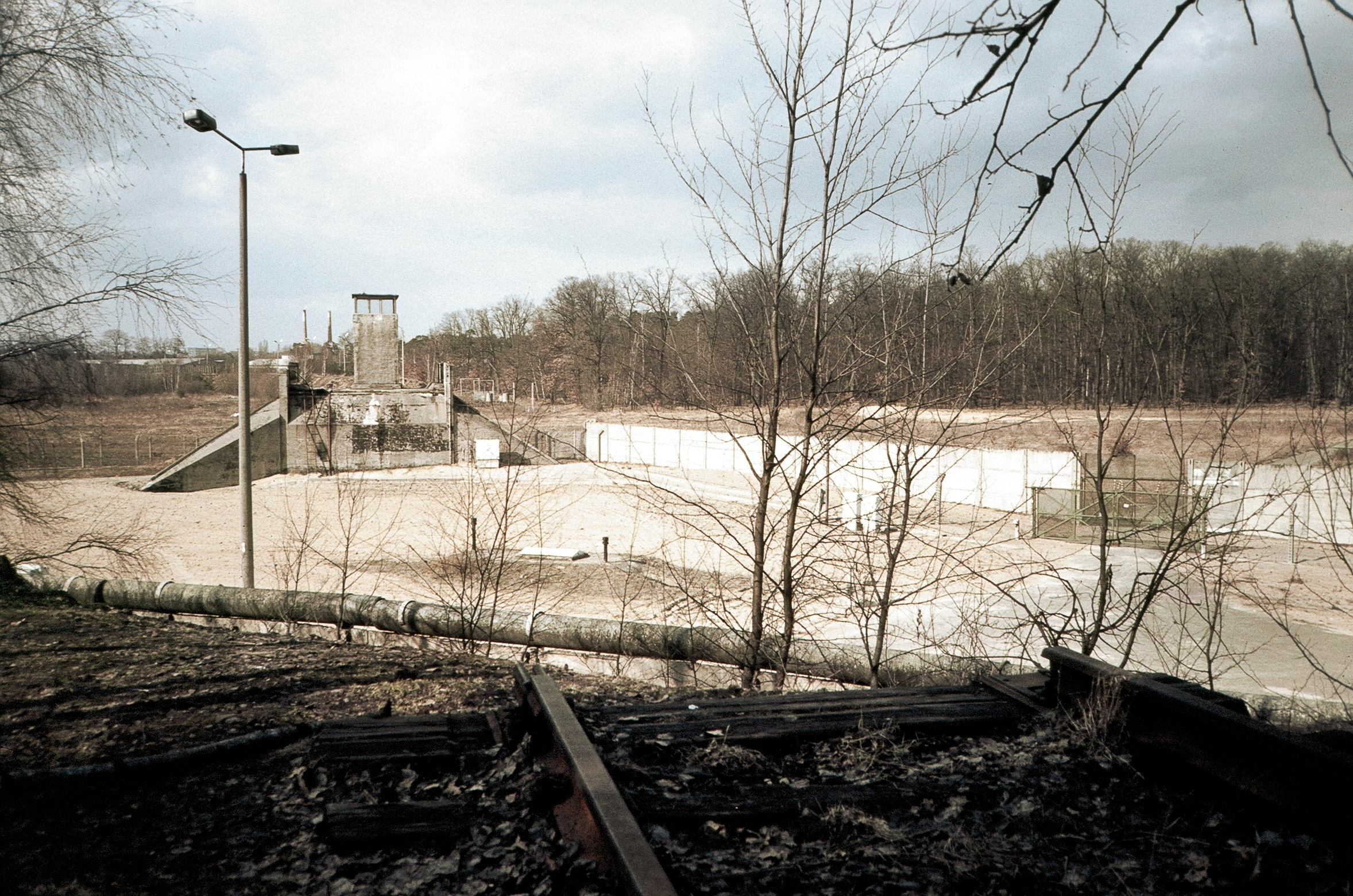
크레멘선의 끊긴 S반 노선

도이체 라이히스반에서는 베를린 S반을 두 개의 분리된 철도망으로 운영했다. 동베를린에서는 수송 분담률의 약 35%를 차지하고 있었다. 1970년대와 1980년대에도 계속 노선망이 확장되었다. 동베를린 북동쪽의 마르찬 및 호엔쇤하우젠에 대규모 주택단지가 건설되면서 철도가 같이 공급되었다.
장벽 건설 이후 서베를린 정치권과 노동 조합에서는 S반 보이콧이 진행되었다. 그 영향으로 승객 숫자가 감소했다.
1980년에는 서베를린 S반에서 대규모 해고가 예정되었고, 라이히스반은 열차 운행 축소를 계획했다. 서베를린 S반 노동자들은 이에 2차 파업으로 응대했다. 그 결과 라이히스반은 서베를린 소속 노동자들의 대부분을 해고했고 서베를린의 운행 노선을 3개로 축소했다. 서베를린 S반 파업 이후에 대중의 관심을 가져왔고, 서베를린의 대중 교통 시스템에 S반을 통합시키려는 계획이 진행되었다. 1983년 베를린 시의회, 베를린교통공사, 도이체 라이히스반간의 협상이 시작되었다. 1983년 12월 연합군이 도이체 라이히스반과 베를린 시의회간의 서베를린 S반 영업권 양도 계약을 승인했다.
1984년 1월 9일 오전 3시에 BVG는 서베를린의 S반 영업권을 양도받았다. BVG는 DR로부터 가장 오래된 열차를 받았지만, 베를린 지하철과 유사한 현대적인 열차를 도입하기로 계획했다. 영업권 양도 이후 BVG는 베를린 S반에 사용하기 위하여 480형 열차를 구입하였다.
베를린 장벽 붕괴 이전에도 서베를린 지역의 S반 노선망의 복구 시도가 있었다. 1989년부터 순환선 남부의 개보수공사를 촉진했던 시민 운동이 진행되었다.

### 통일 이후

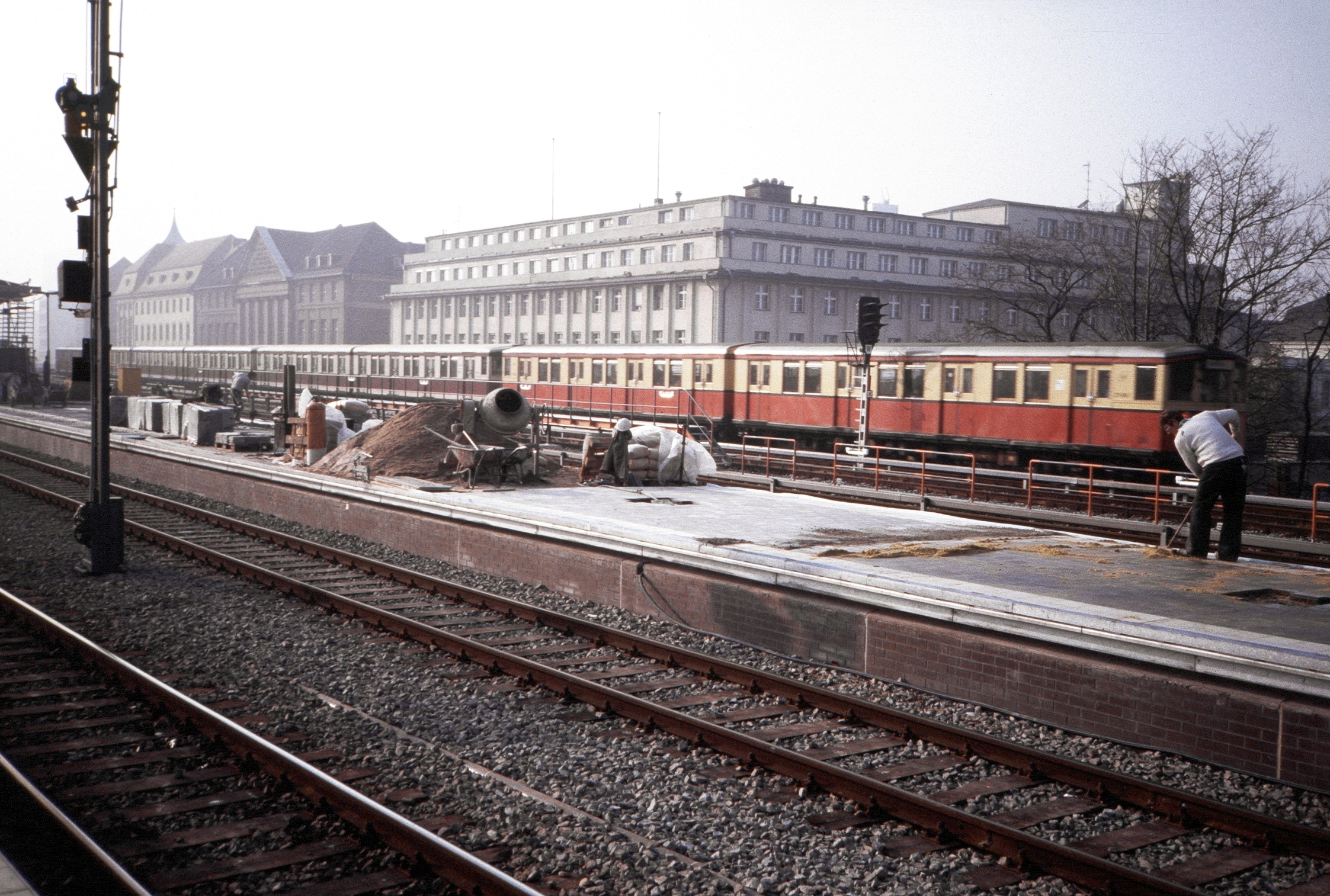
베를린 동물원역의 BVG와 DR S반 열차, 1989년 11월 14일

1989년 11월 9일 장벽 붕괴 이후에 S반 노선망의 복구가 시작되었다. 국경 통과가 허용된 첫 날 BVG 소속 열차만으로는 국경 통과 인원을 감당할 수 없어서 도이체 라이히스반 소속 275형 열차가 서베를린으로 운행하기 시작했다. 1990년 7월 2일 베를린 도심선의 동서간 전 구간 운행이 다시 시작되었고, 열차군 3개(1990년 9월 30일 이후 4개)가 운행했다. 같은 날 유령역이었던 베를린 오라니엔부르거 슈트라세역이 영업을 재개했다. 1990년 9월 1일 베를린 북역과 베를린 브란덴부르거 토어역이 유령역 상태를 벗어났고 S반 영업을 재개했다. 포츠다머 플라츠역은 1992년 3월 1일 추가 공사 끝에야 여객 영업을 재개했다.
1993년 말까지 도이체 라이히스반과 BVG는 공동으로 S반을 운영했다. 구체적으로 각각 노선은 전 구간 한 회사에서 담당했다. 예를 들어 S2 노선은 남북으로 브란덴부르크주로 운행하지만 BVG가 전 구간을 담당했고, 도심선은 BVG와 DR의 열차가 공동으로 운영했다. 1994년으로 전환하면서 도이체 라이히스반은 과거 서독의 도이체 분데스반과 합병하여 도이체 반을 구성하게 되었다. 이 과정에서 구 서베를린의 S반 운영권도 BVG에서 도이체 반으로 양도되었다. 그 이전인 1992년 8월 1일 BVG가 운영했던 노선 일부가 실질적으로 도이체 라이히스반으로 양도되었다. 도이체 반 설립 이후 1998년 5월까지 BVG와 도이체 반의 영업권 양도 계약이 점진적으로 진행되었다.
2006년/2007년까지는 베를린 S반이 유럽에서 가장 운행 안정성이 높았다. 그러나 2008년부터 2010년까지 운행 위기로 인하여 이전의 명성에 손실을 입었다. 모기업 도이체반의 비용 절감, 유지보수 비용 감소, 당시 S반 경영진의 실패 및 신형 열차의 결함이 합쳐진 복합적인 문제였다.

## 운영사

S-Bahn Berlin GmbH의 로고

1993년/1994년 전환기에 도이체 라이히스반과 도이체 분데스반이 도이체 반으로 합쳐지면서 서베를린 S반 운영권을 가지고 있었던 BVG가 운영에서 철수했다. 1995년 1월 1일부터는 새로 설립된 도이체 반의 자회사인 S반 베를린 GmbH가 운영을 담당했다. 2010년 3월부터는 DB 레기오의 100% 자회사가 되었다.

### 운영권 계약
2004년 8월 조인한 도이체 반과 베를린 시의회의 운영권 계약으로 S반 베를린 GmbH에서 베를린 S반을 운영한다. 해당 계약은 2003년 초부터 2017년 말까지 유효하며 베를린과 브란덴부르크주에서는 35억 4000만 유로를 투자했다.
향후 계약이 지연되면서 S반 베를린 GmbH와 수의계약이 진행되었다. 점진적 진행에 대한 규칙은 2015년 6월 3일 유럽 연합 관보에 게시되었다. 노르트쥐트 및 슈타트반 노선망의 계약은 2호 임시계약(Interimsvertrag II)으로 2027년과 2028년까지 유지된다. 링반 노선망(순환선 및 지선)은 새로운 입찰자가 나타날 수 있도록 일정 기한까지만 계약이 유효하며, 슈핀들러스펠트와 쥐트크로이츠간 지선은 2020년, 순환선 전체는 2023년 10월까지 계약이 유효하다.
S41/S42, S47, S8 노선을 포함하는 링반 노선망 계약의 조건으로 도이체 반의 자회사인 S반 베를린 GmbH는 자비로 신규 차량을 도입해서 승객 수송량을 20% 증가시켜야 했다.

### 향후 운영권 입찰
2012년 베를린과 브란덴부르크주에서는 베를린 S반의 운영권을 유럽 전체의 새로운 회사에게 입찰 방식으로 부여하기로 했다. 계약 당사자는 베를린 브란덴부르크 교통조합이다. 원래 계획은 베를린 S반을 링반, 슈타트반, 노르트쥐트 세 부분으로 나누어서 입찰에 부치기로 했다. 노선망 전체를 입찰에 부쳤을 때 입찰자가 충분하지 않을 것이라는 판단이었다. 2017년 12월 운영 계약이 만료된 후, 새 운영사가 선정되었다면 운행 중인 차량을 도이체 반에서 매각해야 했으나 매각 준비가 되지 않았기 때문에 도이체 반에 최소한 두 부분의 운영권을 부여했다. 베를린 S반에 사용되는 차량은 제3궤조집전식을 사용하고 축중 제한이 적용되기 때문에 별도로 개발된 차량이 필요했으며, 2017년까지는 다른 회사가 운영할 수 있을 정도의 차량이 충분하지 않았기 때문이기도 하다.
2012년 6월 연간 940만 열차 킬로미터(전체 운행의 약 1/3)를 차지하는 링반 노선(S41/S42, S46, S47, S8)의 운영권 입찰이 시작되었다. 영업권은 15년, 유지 보수는 33년간 조건인 계약이었다. 그러나 베를린 고등법원의 결정으로 2013년 1월 24일 입찰 과정이 중단되었다. 도이체 반은 계약 기간을 문제삼았고 유럽 최고재판소로 사건을 송부했다.
2013년 4월 11일 베를린 브란덴부르크 교통조합은 베를린과 브란덴부르크 양 주의 의뢰로 링반 노선의 새로운 운영권 입찰을 시작했다. 2017년 12월부터 15년간 운영과 유지 보수를 담당하는 계약이었다. 신규 차량은 향후 운영사에서 구매하는 조건이다. 2013년 7월 15일까지 기존 운영사인 S반 베를린 GmbH 이외에도 프랑스 RATP, 영국 내셔널 익스프레스, 홍콩 MTR, 철도차량 제작사 봄바디어, 지멘스와 슈타들러 레일의 합작사가 참여했다.
2014년 3월 입찰 참가사 대부분이 입찰 과정에서 포기했다. 남은 회사는 S반 베를린 GmbH를 제외하면 내셔널 익스프레스밖에 없었다. 2014년 10월 입찰 과정이 중단되었고 S반 베를린 GmbH가 다시 운영하게 되었다. 마티아스 오멘(Matthias Oomen, 동맹 90/녹색당)은 입찰 중단의 반대급부로 S반 베를린 GmbH의 운행 안정성 개선을 촉구했다.
2013년 11월 도이체 반은 베를린 S반용 전동차 최대 690량의 입찰을 실시했다. 최대 길이 37 m인 2량 편성(Viertelzug) 전동차이며, 영업 최고 속도는 시속 100 km이다. 기존 차량을 제작했던 봄바디어는 차량 가격을 이유로 입찰에 참가하지 않았으며, 지멘스/슈타들러 컨소시엄만 남았다. 차량 단가가 예상보다 상승하여 구매 계약은 최소 390량으로 축소되었다. 2015년 12월 지멘스/슈타들러와 S반 베를린 GmbH는 최대 1380량의 신규 전동차 도입 계약을 체결했고, 4량 편성 85편성과 2량 편성 21편성의 구매를 확정했다. 2량 편성은 BR 483, 4량 편성은 BR 484로 분류된다.
2020년 8월 4일 노르트쥐트 및 슈타트반 노선 운영권의 입찰이 시작되었다. 노선 운영권 이외에도 차량 조달과 15년간의 유지 보수, 기존 차량의 30년간의 유지 보수가 의무로 부여되었다. 베를린은 이 계약을 위해서 S반 차량 1308량과 옵션 852량을 자체적으로 구매할 예정이다. 노르트쥐트 노선 운영권은 2027년 12월, 슈타트반 노선 운영권은 2028년 2월까지 새로운 운영사를 찾을 예정이다.

## 철도 차량
베를린 S반에는 여러 곳의 차량 기지가 있으며, 각각 쇠네바이데(Schöneweide), 프리드리히스펠데(Friedrichsfelde), 그뤼나우, 반제, 에르크너, 오라니엔부르크에 있다.
과거에 운영되었던 차량기지는 각각 슈테틴역(Stettiner Bahnhof), 파페슈트라세(Papestraße), 베스트엔트, 베르나우, 훈데켈레(Hundekehle), 펠텐(Velten), 요르크슈트라세(Yorckstraße)에 있었다.
2015년 12월, S반 베를린은 슈타들러/지멘스 컨소시엄과 최대 1380대의 EMU 차량 공급 계약을 체결했다. 초기 기본 공급은, 2023년 완공될 순환선 및 남동쪽 지선에 사용될, 85대의 4량 차량 및 21대의 2량 차량으로 구성된다.

### 현행 차량
- DB 480 (1986년 도입, S41, S42, S8호선에서 운행됨)
- DB 481/482 (1996년 도입, 전 노선에서 운행됨)
- DB 483/484 (2021년 도입)

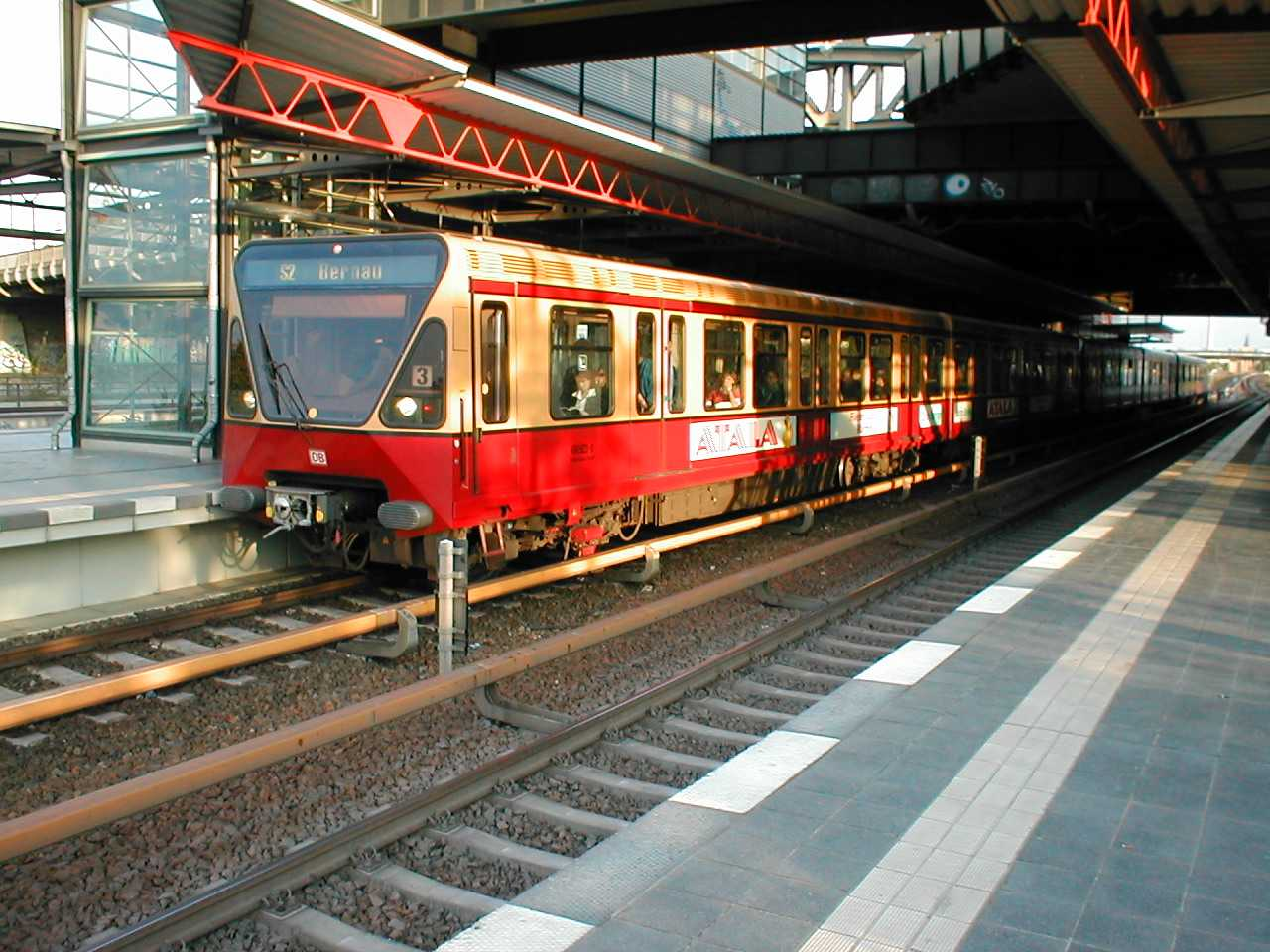
480형 차량
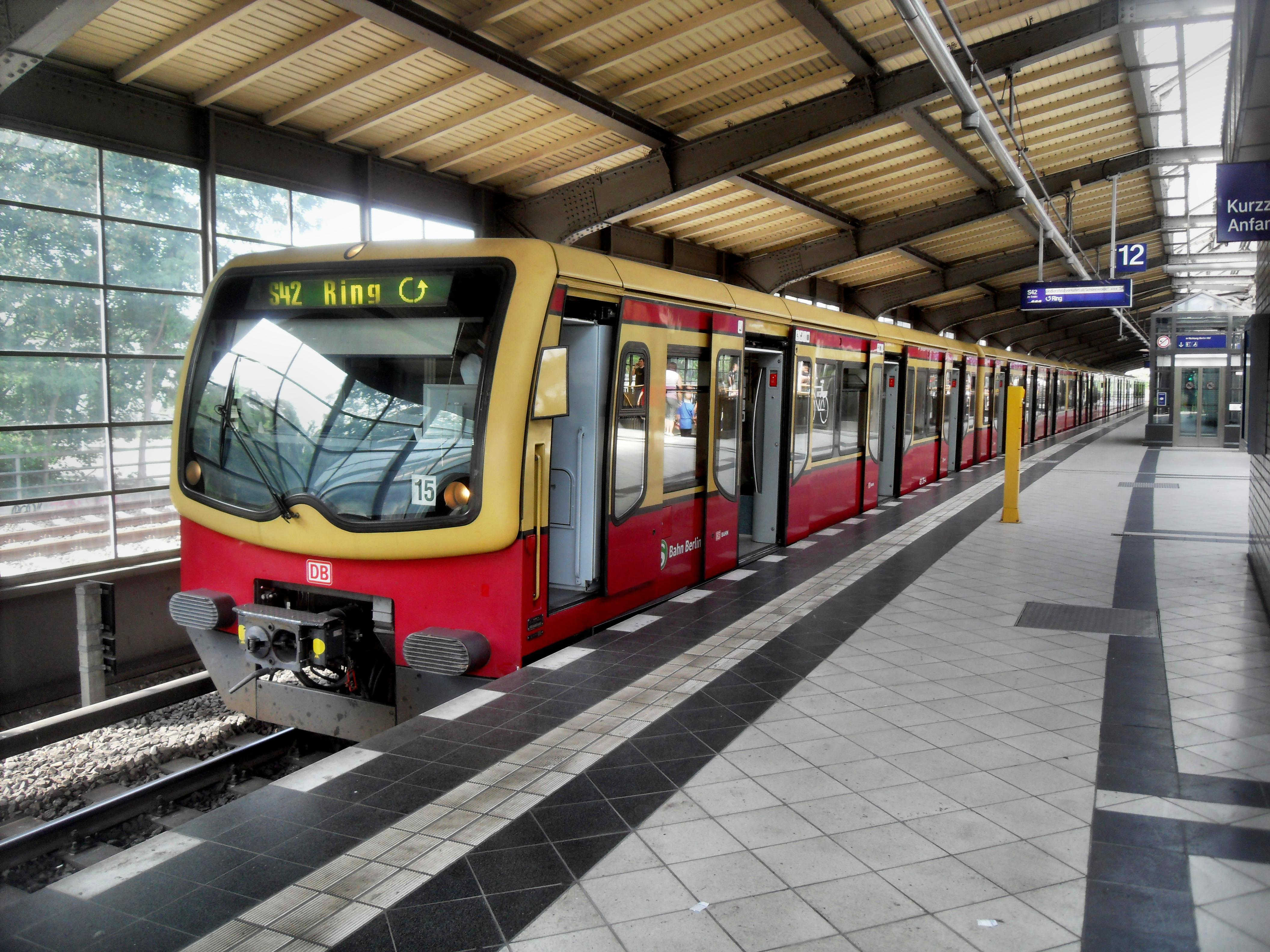
481형 차량
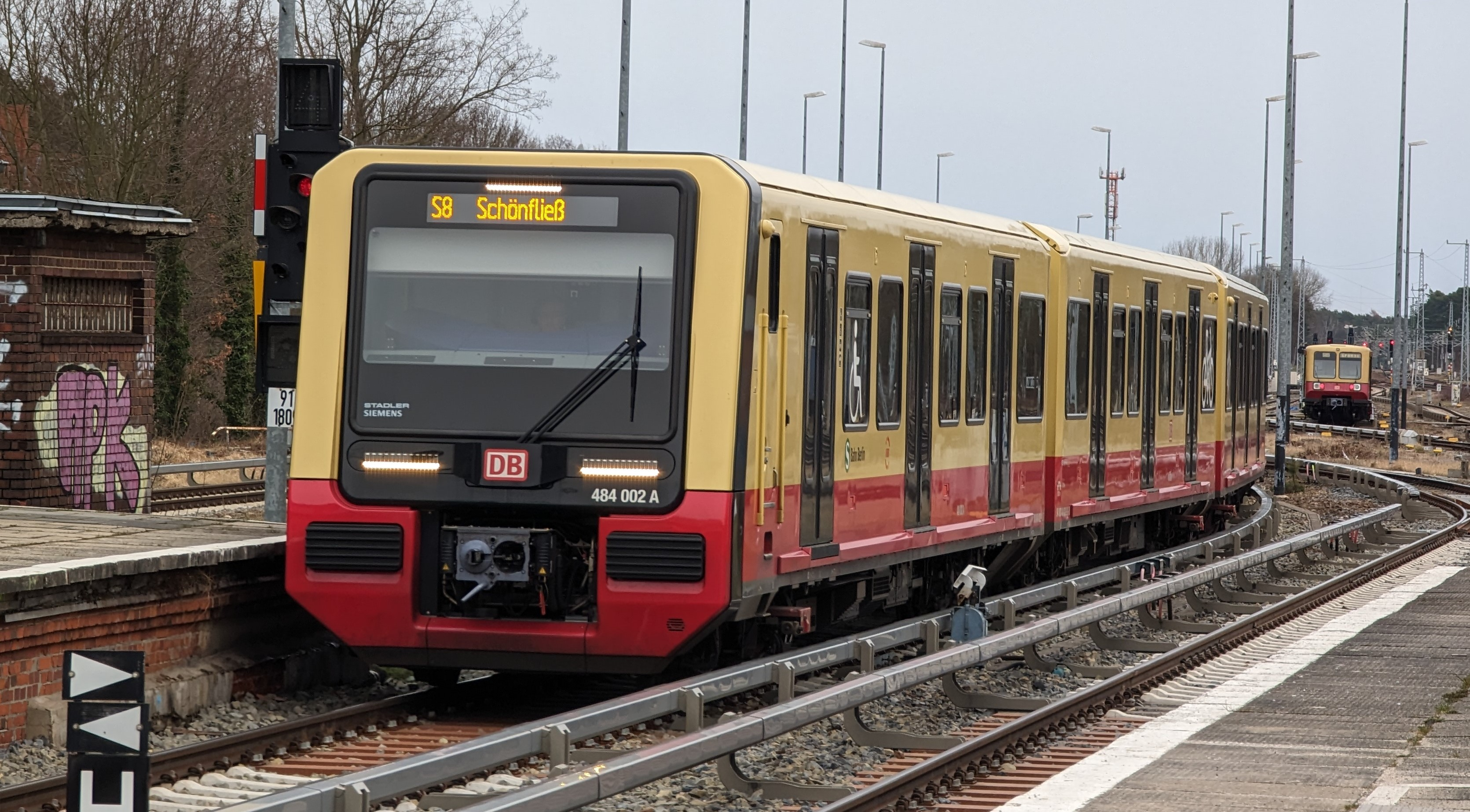
483형 차량

### 과거에 운행되었던 차량
- DR ET 125 (1935년 도입, 2003년 퇴역)
- DR ET 165 (1928년 도입,1997년 퇴역)
- DR ET 166 (1936년 도입, 2000년 퇴역)
- DR ET 167 (1938년 도입, 2003년 퇴역)
- DR ET 168 (1926년 도입, 1962년 퇴역, 일부 편성은 베를린 지하철의 EIII형으로 개조)
- DR ET 169 (1925년 도입, 1962년 퇴역)
- DR ET 170 (1959년 도입, 1970년 퇴역)
- DB 485/885 (1987년 도입, 2023년 퇴역)

DR ET 165 차량
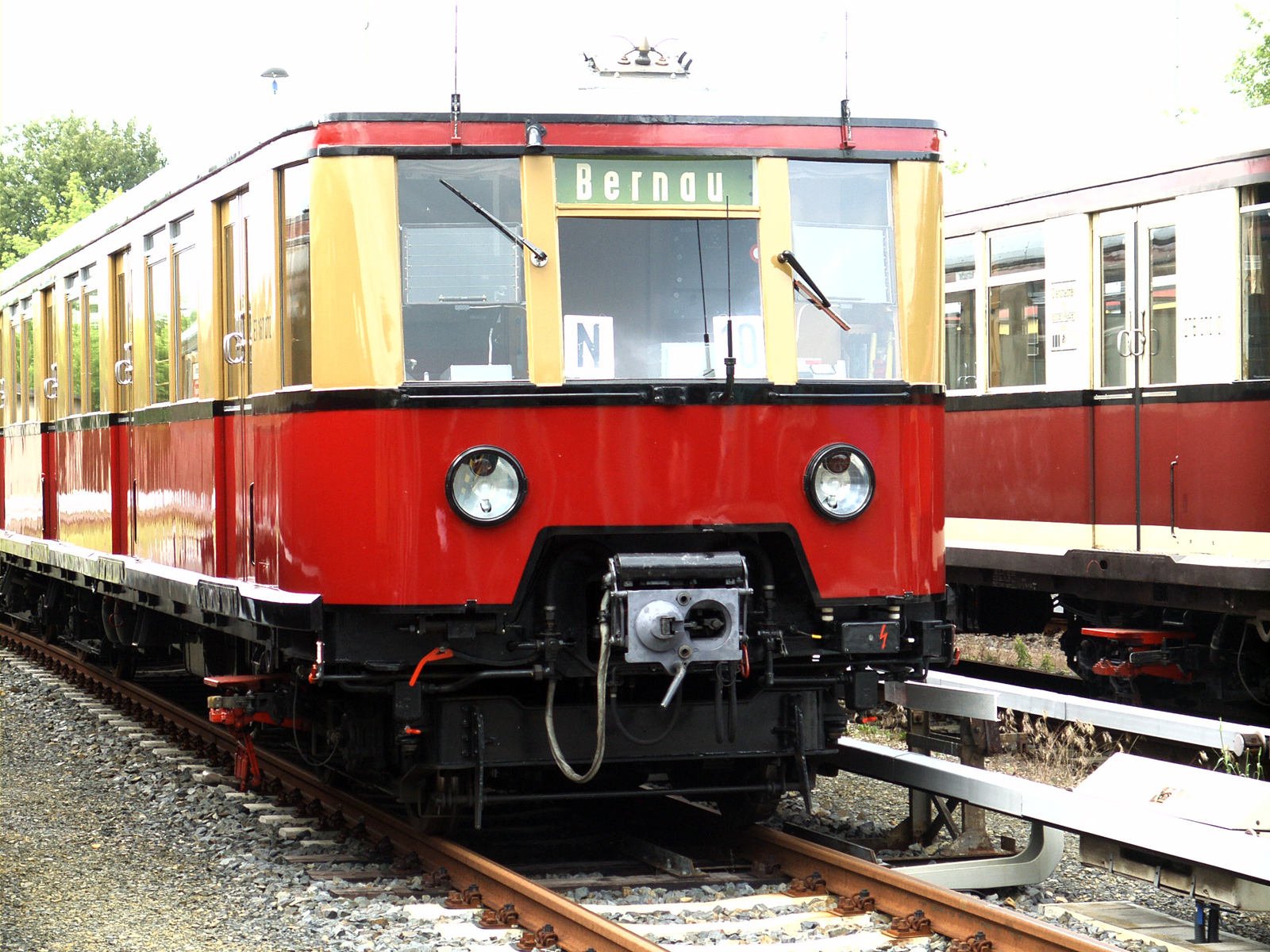
DR ET 167 차량
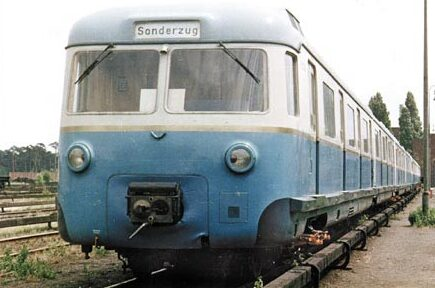
DR ET 170 차량
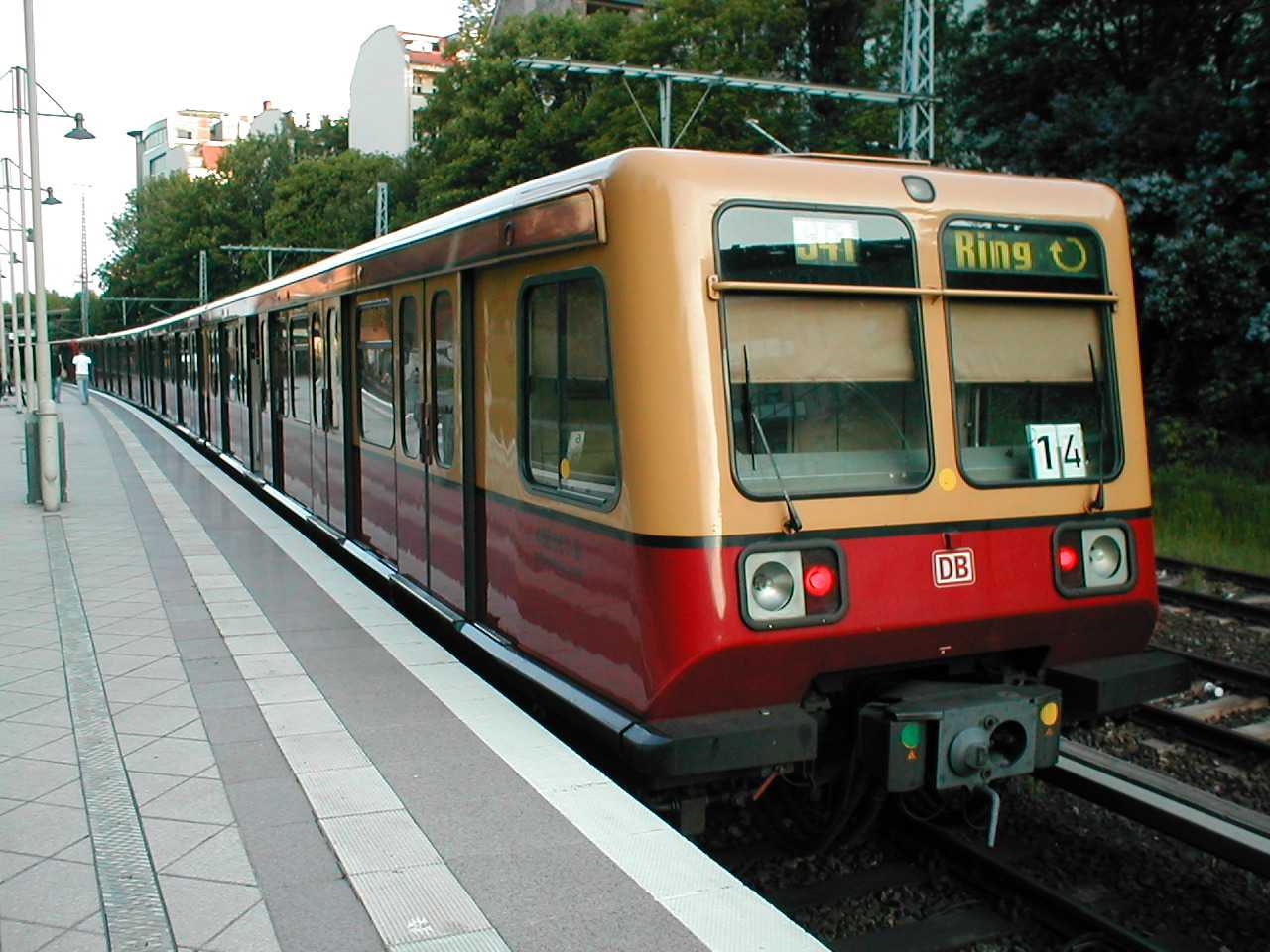
485형 차량

### 관광 열차
- DB 488.0 (파노라마 열차, 1997~1999년의 기존 DB ET 167 객차를 개조)
- 박물관 열차 - ET/ES 165
- 옛날 열차 - ET/ES/EB 165
- 구역(Viertel) 열차 - ET/EB 167 (1938년 제조, 1991년 개조)

## 사진첩

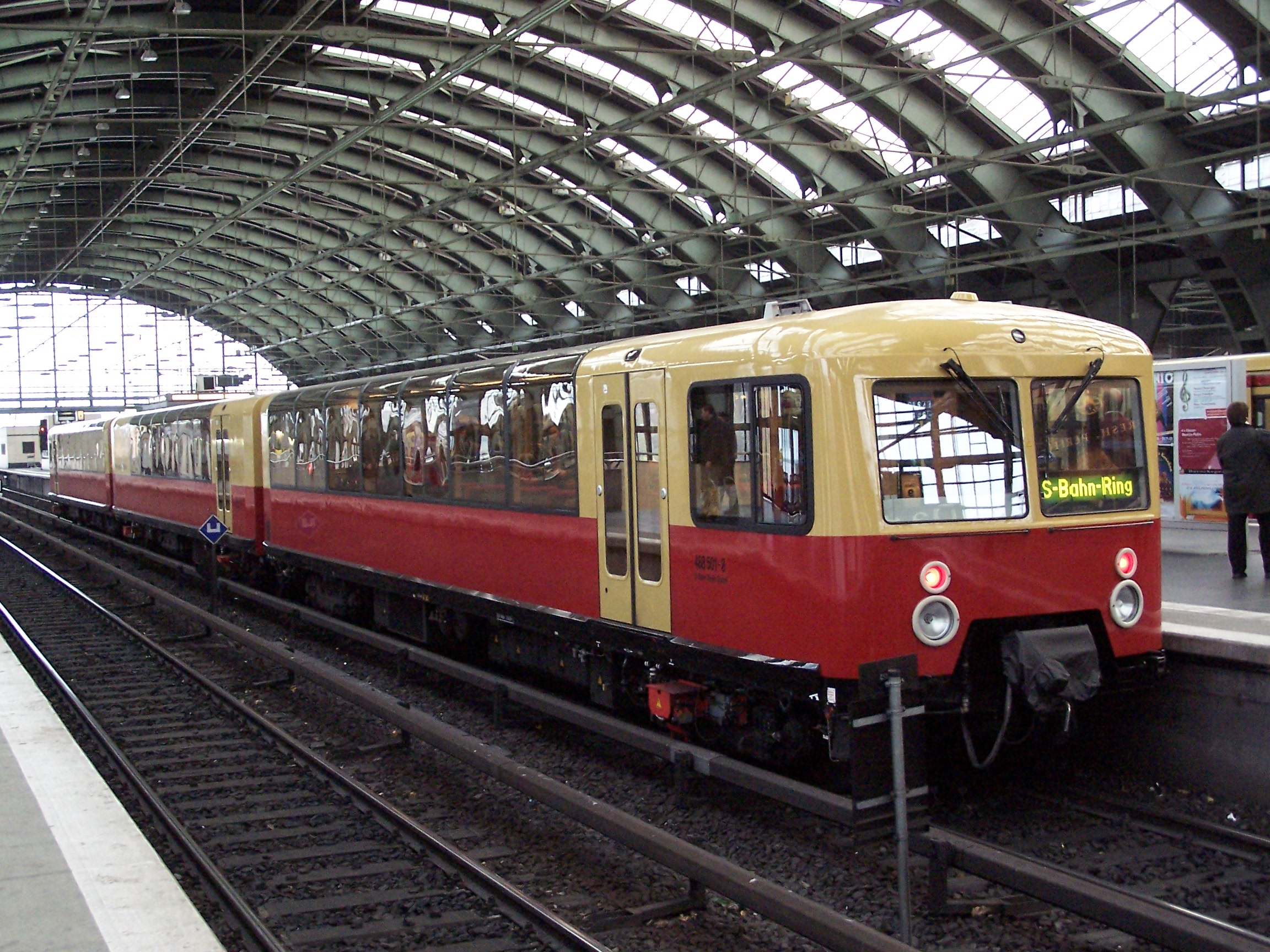
DB 488.0 차량
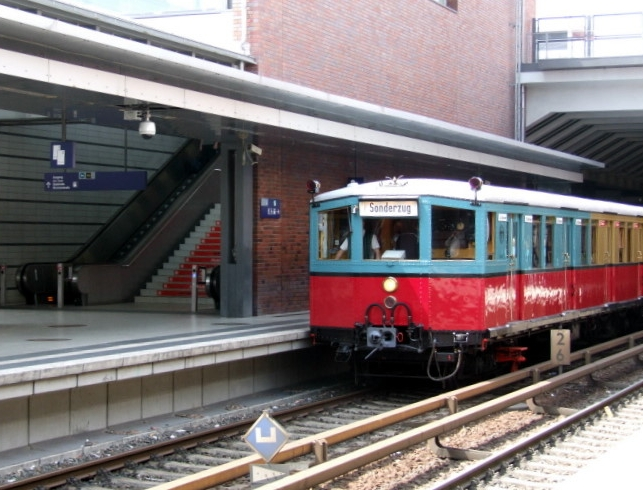
박물관 열차 ET/ES 165 차량
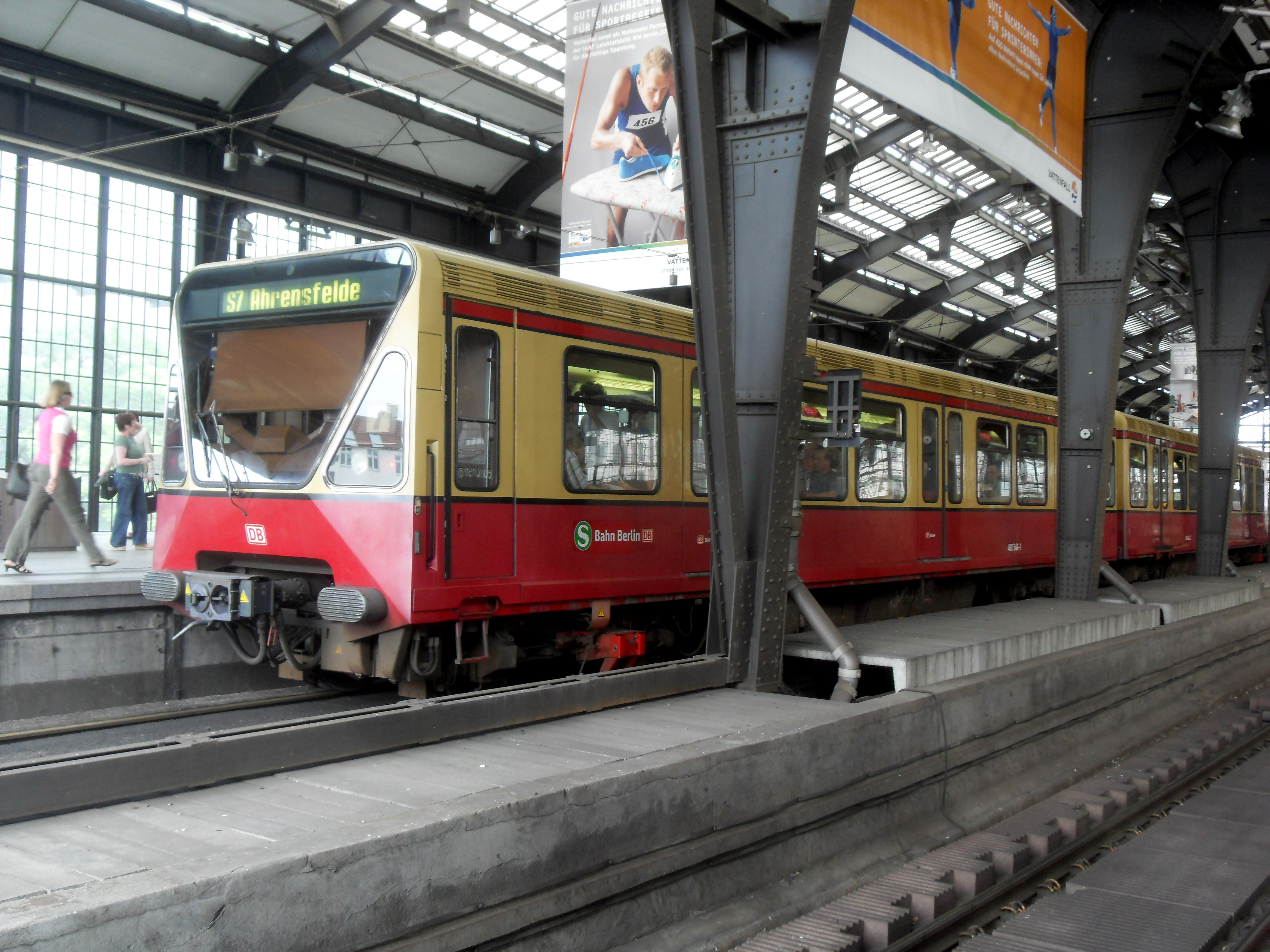
베를린 프리드리히슈트라세역에 정차한  BVG 480 열차
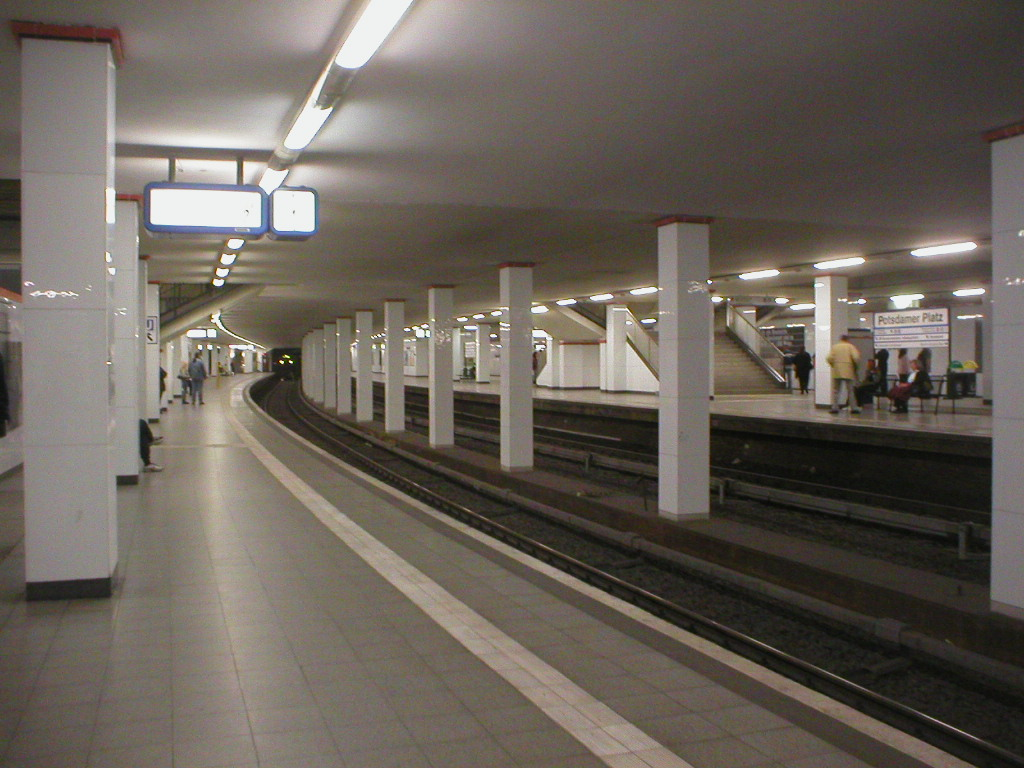
지하의 포츠다머 플라츠 S반역
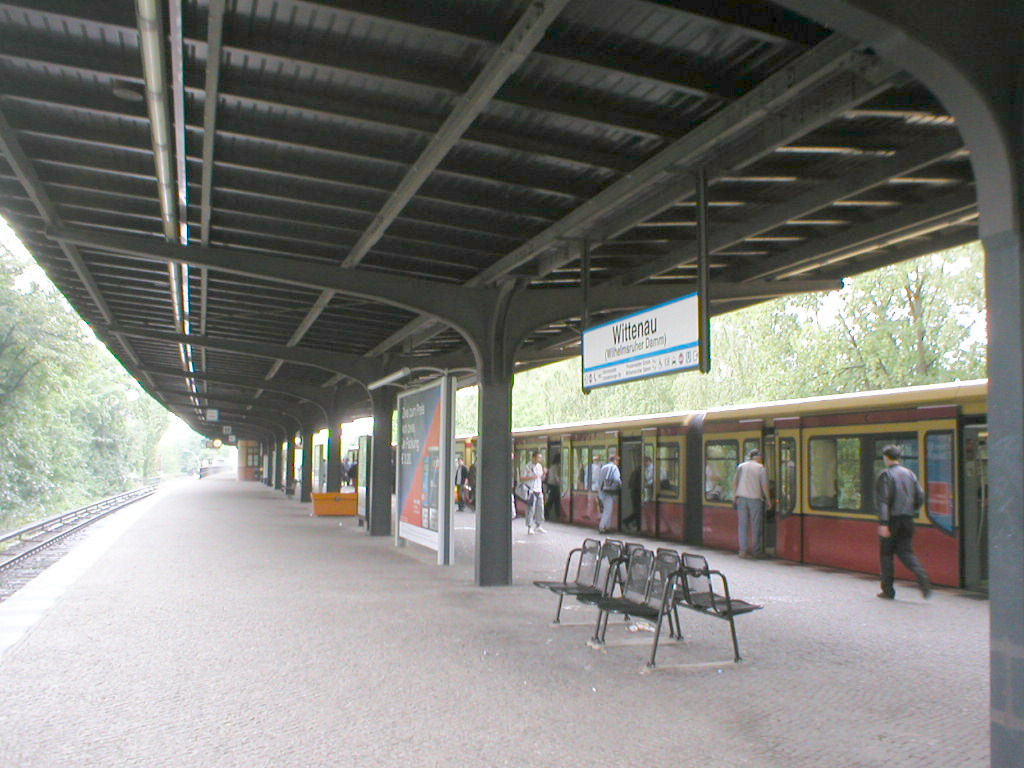
지상의 비테나우 S반역
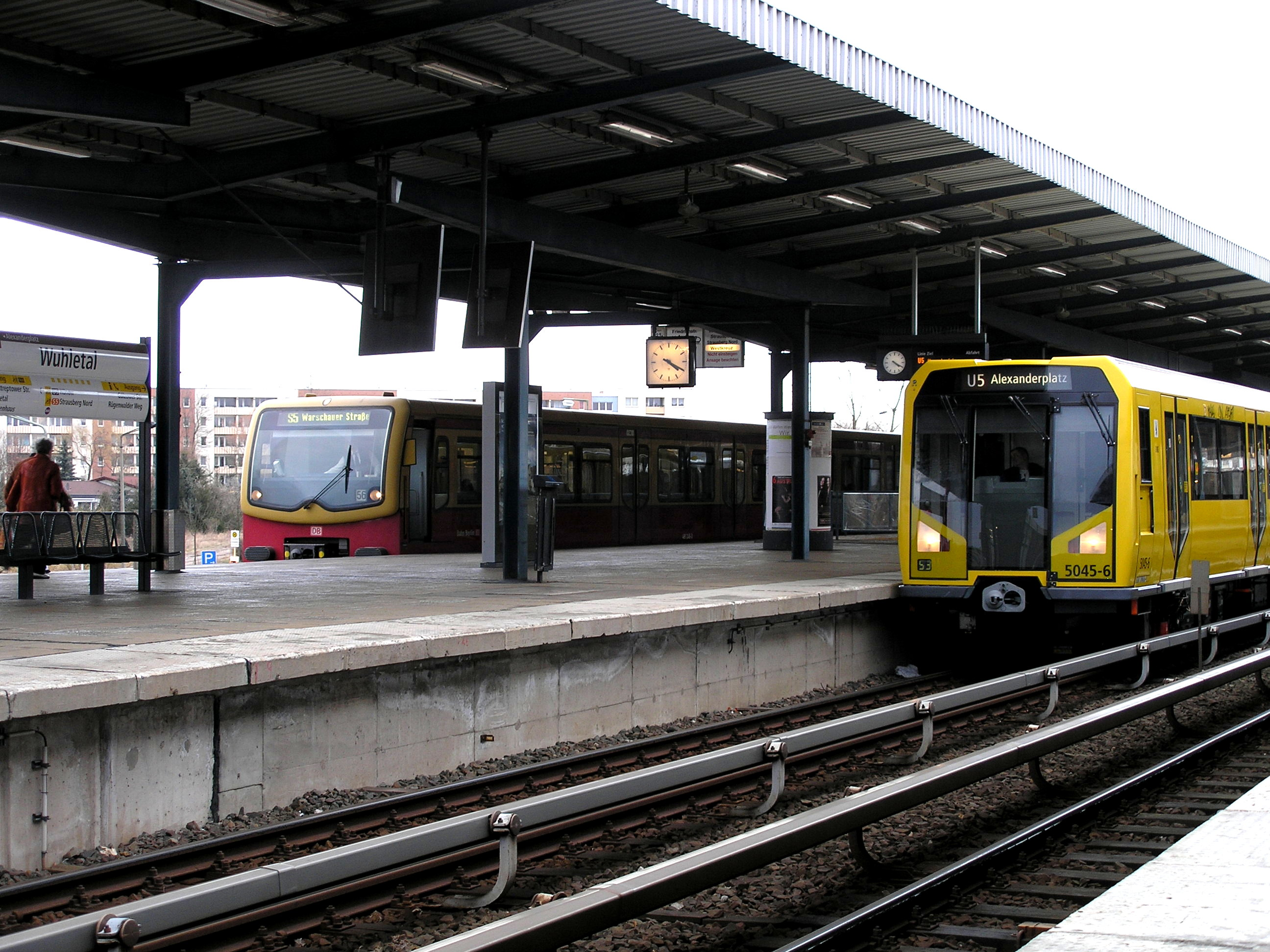
베를린 불레탈역의 S반 및 U반(U5) 평면환승 승강장. 왼쪽이 S반 열차이다.

## 같이 보기
- 베를린 지하철